# 公共汽車
是一種由中型或大型汽車運輸乘客的公共交通服務。

## 名稱
公車的名稱來自法語的「voiture omnibus」，意義是「公共的車輛」，之後演變成「omnibus」（公共的），再簡化成「bus」（巴士）。
公共汽車在中文地區中的名稱不盡相同。
1. 香港人採用英語的譯音稱為巴士，由於字義明顯，音節和筆劃數少，其後在台灣和中國大陸也被普及使用[1]，並在中國大陸列入標準漢語[2]。早期的香港人也會使用公共汽車、公車的稱呼，但巴士之名早在二十世紀的香港已經存在[3]，例如1933年成立的九龍巴士有限公司，在1960年代以後，除了中華汽車（俗稱：中巴），其他香港境内的公共客運車輛經營者都以巴士為公司命名，例如城巴、新巴及嶼巴，因此絕大多數香港人都習慣稱呼巴士，而非公車，後者在香港人的日常對話之中則非常罕見，但廣東省的粵語或普通話使用者則廣泛使用兩者。
2. 1920、30年代，國民政府主政時期，公共汽车服务在中國大陸城市出现，时称公共汽車，地方政府设有公共汽车管理处[註 1]。公共汽車的称谓至今亦常用於中華民國（臺灣）和中华人民共和国（中國大陸）[5]。在中國大陸，除公共汽車外，更多時候稱為、公汽和，其中“公交”是公共交通的简称，同时也是一般语境下对公共汽车交通的简称，“公车”当重音在前字时一般指公务用车。
3. 台灣地方政府亦設有公共汽車管理處（簡稱公車處）[註 2]。而現在公共汽車在台灣主要被分為市區公車、一般公路客運和國道客運，三者有時也直接稱客運、巴士。
4. 马来西亚、新加坡也普遍称为巴士[6][7]，如果巴士是利用在公共交通上(非私人租用)，统称公共巴士。

## 發展歷史

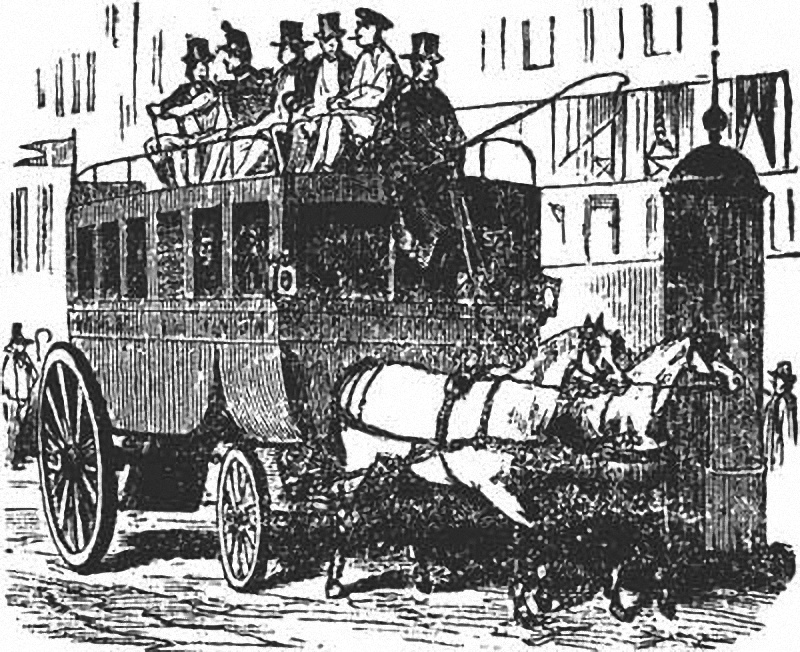
早期的馬拉公車

最早的公車概念，可追朔自1662年的法國巴黎的運輸服務「五索爾馬車」，一度頗受大眾歡迎，然而由於巴黎議會頒布的法令不允許「士兵、隨從、僕人和其他勞動者」使用這項服務以及車資漲價，使得「五索爾馬車」在15年後便走入歷史。而公共馬車變得普及則是1820年代的事。
1824年，英國道路收費站管理人 John Greenwood，在曼徹斯特與彭德爾頓（Pendleton）經營公共馬車服務，駕駛人應乘客請求隨時讓乘客上下車。
1826年，法國退休軍官 Stanislas Baudry 在法國西北部的南特市郊開設麵粉廠，並將蒸汽機排出的熱水供人洗澡而興建公眾浴場，而且提供南特市中心與公眾浴場之間的接駁馬車服務。當他發現有些市民利用他的接駁馬車作為交通工具，但並非前往他開設的公眾浴場，他開始將接駁馬車事業化，成立企業提供公共馬車服務。
1829年7月4日，世界第一輛校車的製造商，英國人George Shillibeer的公共馬車出現於倫敦街頭，他開設了帕丁頓與英格蘭銀行之間的路線，並於沿線設新路（New Road）、薩默斯鎮（Somers Towns）與市路（City Rd）等停靠站，每日每個方向4班。不到十年，這一服務在法國、英國及美國東岸各大城市（如巴黎、里昂、倫敦、紐約）變得普及。

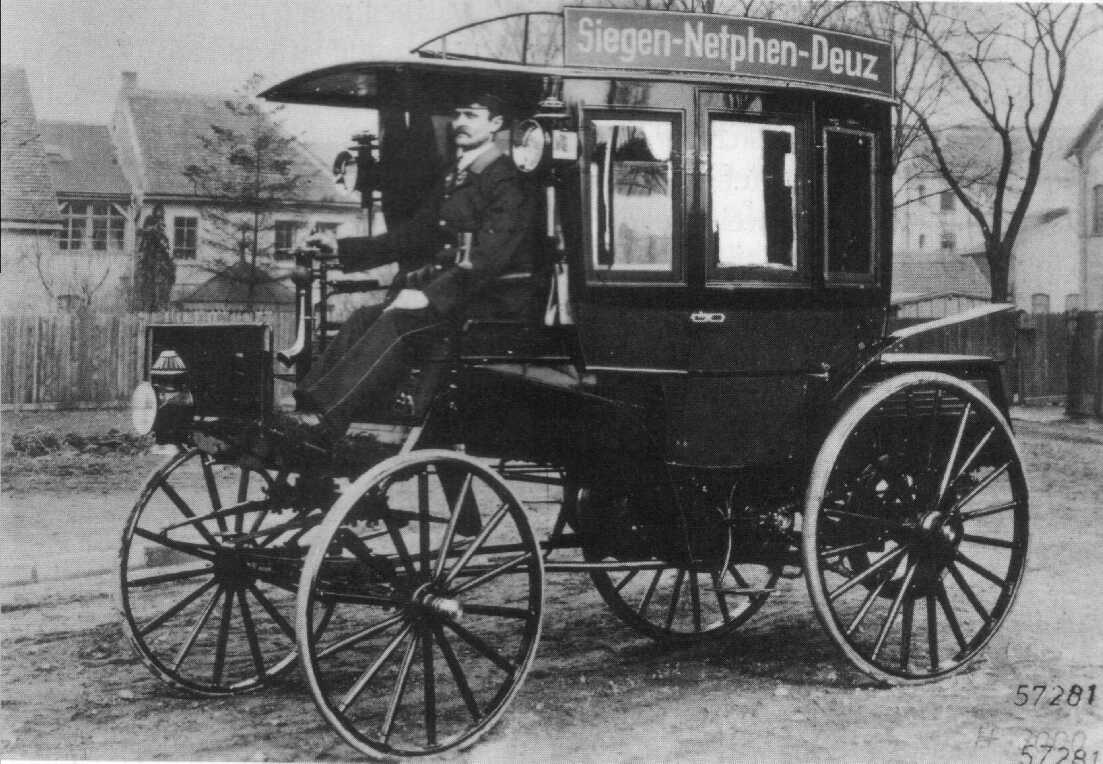
Benz Omnibus

在公共馬車普及化後，蒸氣式公車（Steam buses）與無軌電車（Trolleybuses）陸續面世。19世紀末至20世紀初，引擎技術逐漸成熟，使用一輛參考平治一款汽車（Benz Viktoria）生產、可載六位乘客以內燃機驅動的公共汽車Benz Omnibus於1895年在德國Siegerland營運兩條巴士路線。

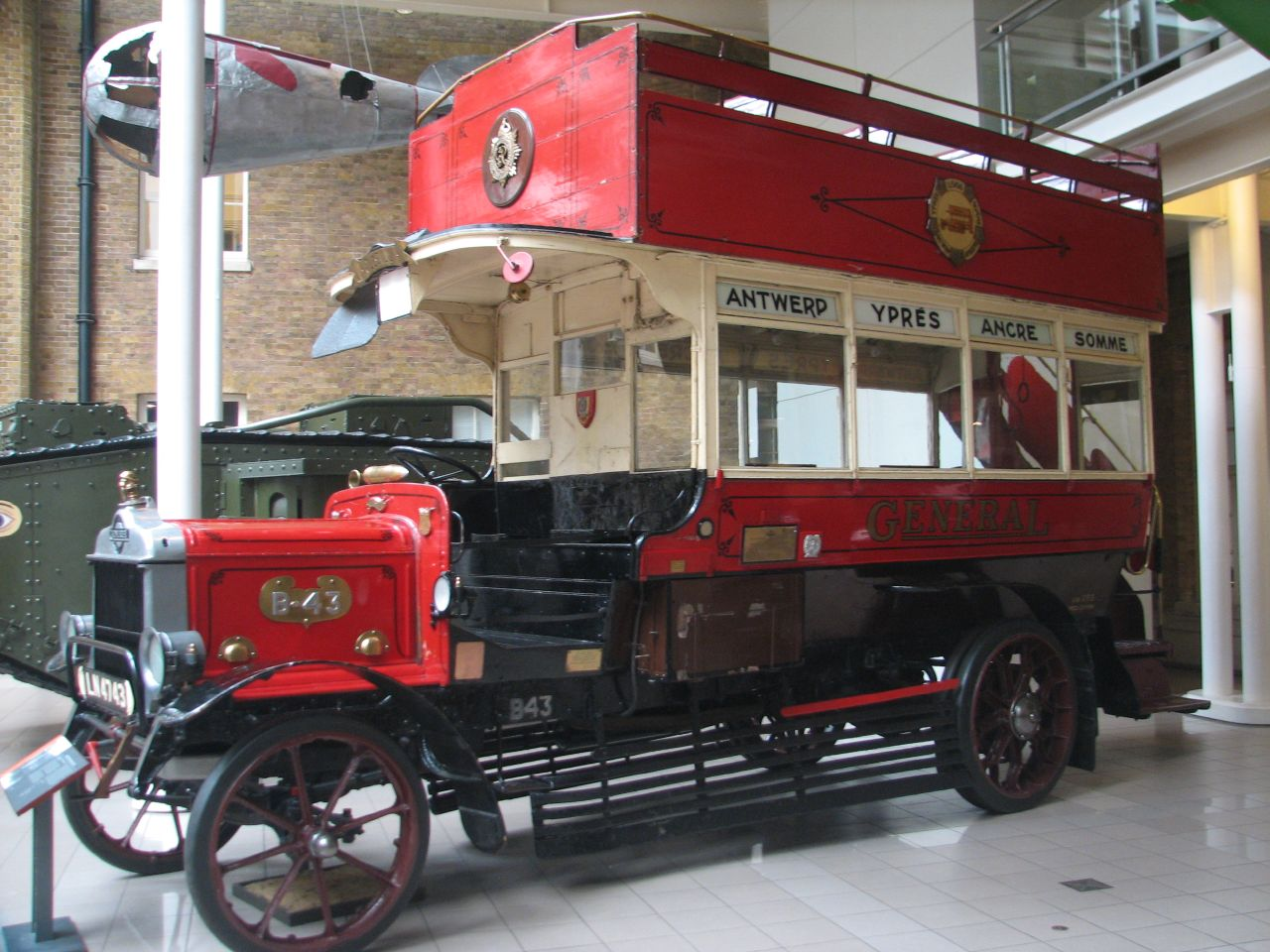
首款大量生產的巴士—— LGOC B型

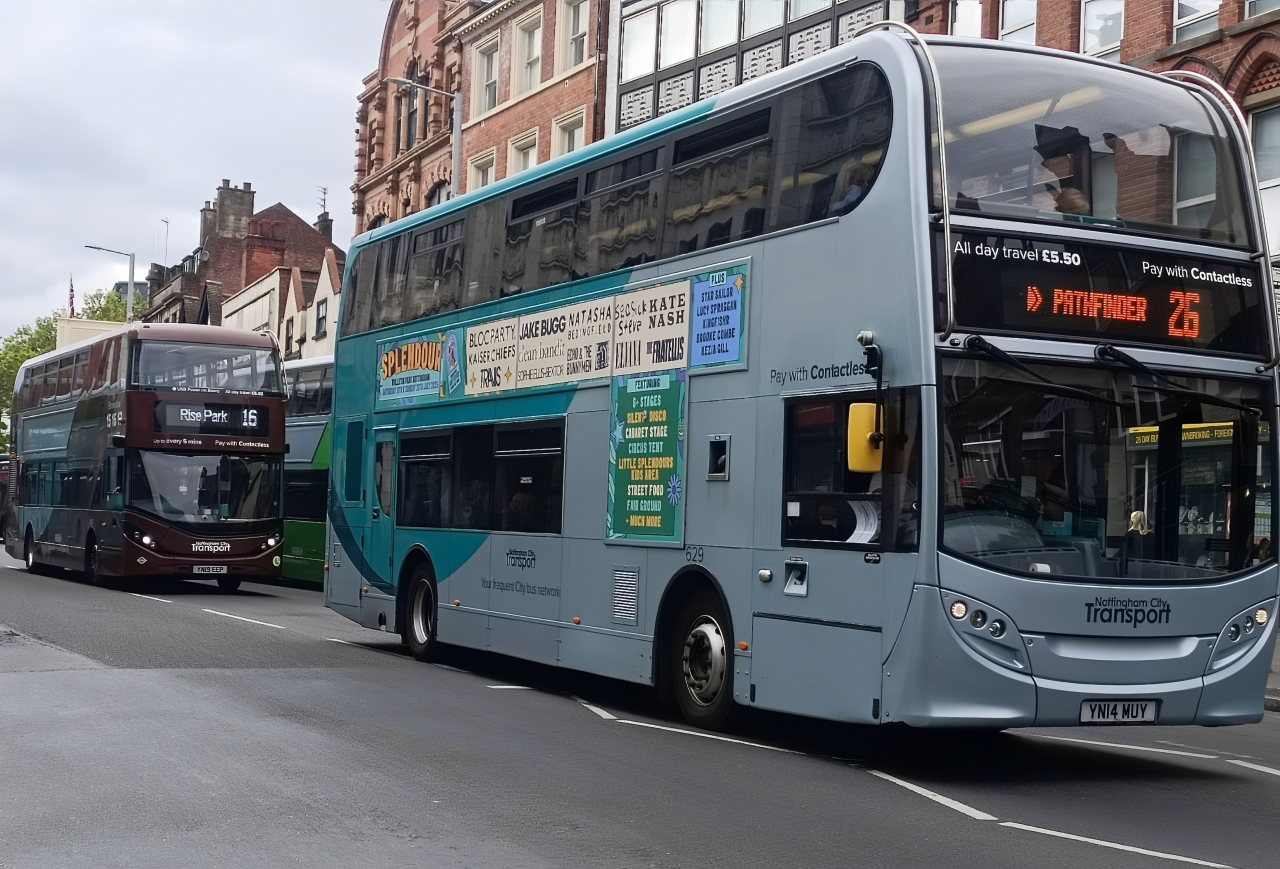
其中兩款現代化巴士—— 斯堪尼亞N230UB（前）及N280UB（後）

現在大部分公共汽車仍以汽油、柴油引擎為動力。近年有些國家開始研發使用液化石油氣、壓縮天然氣、油電複合動力系統和純電力驅動的公共汽車。

## 使用車輛類型

### 按格局分類
- 雙層巴士：車廂分為兩層，載客量十分大。一般而言，一輛車長10米並容許企位的單層巴士可運載約60名乘客，而長度相近的雙層巴士則能運載約110名乘客。倫敦、巴黎、香港、新加坡、柏林、孟買等城市均大量採用雙層巴士，而在其發源地英國，低地台雙層巴士現時仍於英國不同城鎮中廣泛使用。其中，自1950年代起於倫敦服務的AEC Routemaster車款更成為該市的地標（因應歐盟要求歐洲各國的巴士在2016年後必須全數是超低地板以方便老弱人士，於2005年年尾全數退役）。有些雙層巴士的上層不設車頂，供遊客登上觀賞沿途景色，稱為「開篷巴士」。香港亦有開篷巴士為接駁山頂纜車站至中環的服務（新巴15C線）。臺北的臺北市公車處曾購買雙層巴士，後因車輛高度以及車輛其他問題而不再增購及使用。中国大陆曾于20世纪90年代引进香港退役的双层客车，后逐步推广国产品牌型号。時至今日，部分城市採用雙層巴士行駛一般巴士路線，而部分城市則以雙層巴士行駛旅遊觀光路線。除了市內巴士外，在長途巴士上亦能見採用雙層設計的型號，當中包括不少現時在中華民國和日本行走的長途客車。
- 單層巴士（Single-decker bus），是指只有一層的巴士，一般來說它的對應是雙層巴士。單層巴士載客量雖然不及雙層巴士，但是車價成本較低，在世界各地較普遍。在世界歷史上，單層巴士比雙層巴士較早出現。單層巴士的重心比雙層巴士低，因此在廣泛使用雙層巴士的地方（例如香港），所以常常會調派往行走一些山區或客量低和斜坡路線，單層巴士的翻車意外數字亦比雙層巴士少。不過新型號的單層巴士需要通過的傾斜測試亦比雙層巴士嚴格。

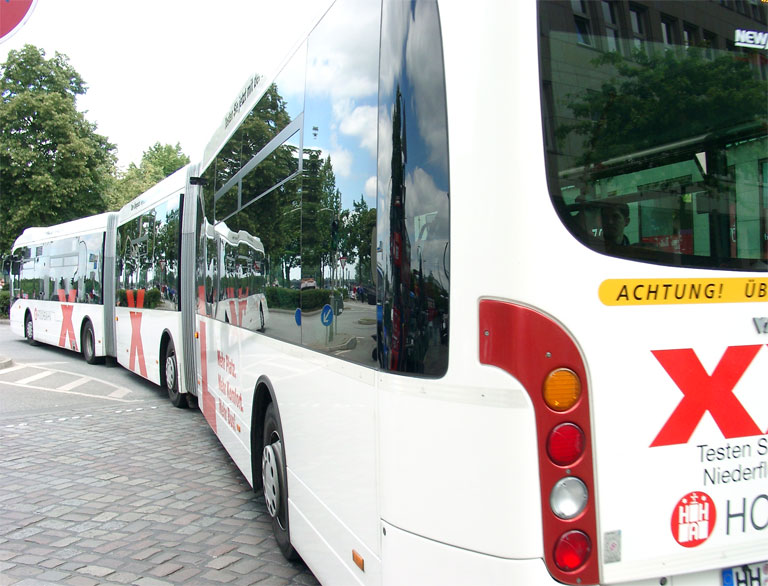
雙掛接巴士

- 掛接巴士：以兩節車身來增加長度及載客量，並在兩節車身間加設可伸縮的絞盤（類似列車車卡之間的接駁部分）以輔助轉向，好處是當行走一些路程短而客量高的路線時，可接載更多乘客，同時也可免卻乘客在雙層巴士上下樓梯的麻煩，加上靈活性又不比普通單層巴士甚至雙層巴士遜色，於歐洲頗為盛行。在中国大陆，铰接车在北京俗称为“通道车”，而上海称之为“巨龙车”。1980年代中期，沈阳客车厂生产出一台华龙牌「双铰接客车」，长23米，并进行了量产，曾在沈阳多条公交线路上长期使用。近年歐洲製造商更生產了「雙掛接巴士」、「雙層掛接巴士」等；中国大陆现行法规规定，允许路上行驶的客车长度不得超过18米，但极少数厂家出于试验目的研制出了25米长的双铰接客车。全球最長的巴士——長30.73米的AutoTram Extra Grand巴士，便是一款雙掛接巴士[9]。
- 中低地台巴士：1970年代開始在日本盛行的巴士，車廂地台比高地台巴士貼近路面，並且上落車門只有一至兩級梯級，後來被無梯級巴士取代。
- 特低地台巴士：在20世紀末期開始盛行的公車，車廂地台比中低地台巴士更貼近路面，而上落車門均沒有梯級。這些巴士裝有設施以方便行動不便的乘客（如殘障人士及老人），並縮短上落所需的時間。在香港，特低地台巴士是很常見的。香港的九巴率先引入特低地台巴士。隨著香港社會對無障礙運輸的需求增加，加上新機場啟用，政府要求各間巴士公司以特低地台巴士服務機場路線。自此之後，香港巴士公司均只會購置特低地台巴士，大部分都裝有歐盟環保引擎。在中國大陸，低底盤公車正在普及，在部分大中城市的部分路線上营运。在台灣，近幾年政府的推動，新引進的低底盤公車逐漸增加。特低地台巴士絕大部分使用後置引擎，因為前置引擎的傳動軸跨過地板底，而中置設計的引擎需設於車廂中間，難以做到低地板。例外的是丹尼士Loline巴士，雖然是前置引擎設計，但傳動軸靠往一邊，可以造出不設梯級的車廂。

### 按尺寸分類
- 雙層巴士：以車身長度再可細分類，常見有10.5米、11米、12米、12.8米、13.7米、15米。
- 單層大型巴士：一般是指長10.6米或以上，或載客量超過70人的單層巴士。例如日本三菱扶桑Aero Star、英國丹尼士長矛、亞歷山大丹尼士Enviro 200 Dart、亞歷山大丹尼士Enviro 300、富豪B10BLE、中國大陸金龍XMQ6121G、德國猛獅NL系列巴士等。
- 單層中型巴士：一般是指尺寸在8.5-10米，載客量30至40人的單層巴士。在中国大陸的中小城市比较普遍，中國大陸人們通常使用「中客」、「中巴」的簡稱來稱呼中型客车；但香港並未對中型及大型巴士加以區別，而「中巴」的簡稱亦一般用來稱呼曾於香港營辦公共巴士服務的中華汽車有限公司（即中華巴士）。英國、日本的中型巴士是一般指長約8-10米、載客量30至50人的單層巴士。如丹尼士飛鏢巴士、富豪B6、Optare Solo（英语：Optare Solo）、日野Rainbow（英语：Hino Rainbow）等。
- 小型巴士（公共小型巴士）：簡稱「小巴」，一般是指尺寸在6-8米，小型巴士的體積比中型巴士更小，載客量一般在8至20人之間。它們多數行走於客量較低、需要服務偏遠、彎多、路窄地區的路線。有些路線亦會使用以提供頻密的班次。在營運上，大部分地區的小型巴士與一般巴士沒有分別，例如澳門，由於澳門路窄車多，同時斜路彎位多而窄，因此小巴在澳門巴士發展史上佔一重要席位。相反在某些城市如香港，公共小巴的營運制度是獨立於普通巴士之外。為了與「小巴」區別，一般公共汽车有时也被稱為「大巴」。

### 按用途分類
- 城市巴士：為因應城市內客運需求量大以及較短程通勤的一種公共巴士服務，一般以提供最高的載客量為目標，大部分空間均擺設座位，通道等空間亦設吊環或扶手、扶桿以助乘客能在車內站立。

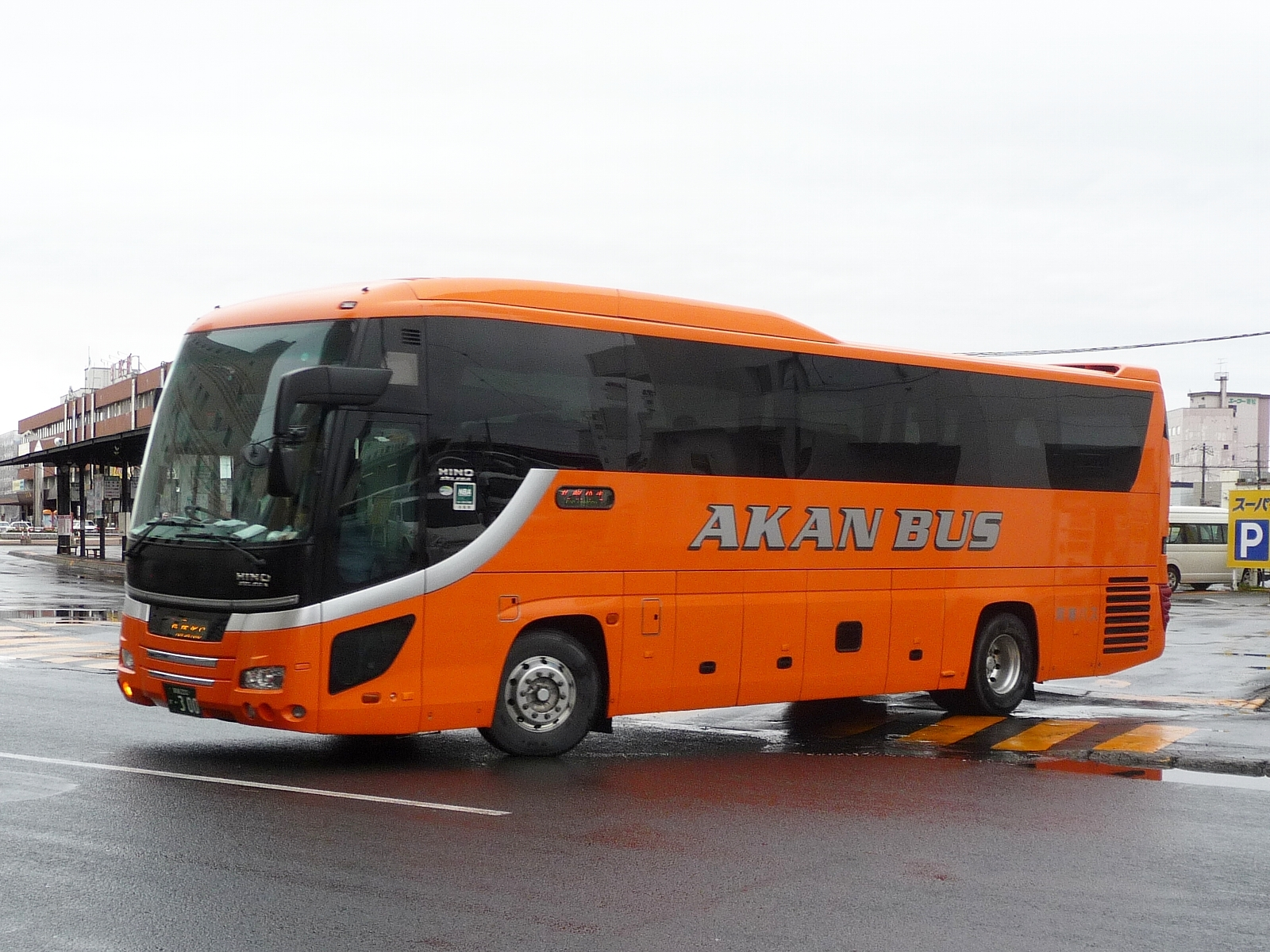
在釧路市和札幌市之間行駛的長途巴士

- 長途巴士：可分成一般座位巴士以及臥鋪巴士。車廂座椅常以2+2或2+1式設置，日本部份長途巴士更有1+1+1雙走道的設計。為因應乘客的行李空間需求，長途旅運用公車通常在車廂地板下及車頂兩端都設有行李存放區，也因而此長途旅運用公車多是高地板公車。此外，由於乘客乘車時間較長，車廂通常不設站位，部份車輛更設有廁所，以求長途旅客能享有較舒適的乘車環境。為應對長途旅客的睡眠需求，更有車內設置床位，而不置座位的臥鋪巴士存在。車型例子：富豪B12、Neoplan Megaliner、猛獅Lion's Coach（英语：MAN Lion's Coach）、日野S'elega（英语：Hino S'elega）等。
- 復康巴士：是一種方便輪椅使用者上落的巴士服務，巴士特別裝設了升降台，方便輪椅使用者。為了輪椅使用者之安全，車廂內設有一組固定輪椅的裝置，在香港一般都會按運輸署要求安裝“安全警示系統”，此系統在以往的同類車輛中是前所未見，是車身供應商特別製造。此系統主要是監察車上的可裝拆高背座位，如果座位未鎖在安裝輪椅或座位的路軌上，儀錶板上會亮起紅燈警告車長；如果已經鎖好，儀錶板會亮起綠燈通知車長可放心駕駛。
- 雪地巴士（英语：snow coach）：是一種專為在雪地或冰上行駛而設計的巴士。

### 其他分類
- 導向巴士：一種由司機控制以外接受外來媒介導向行駛的巴士系統，常見的是使用導輪在專用車道上引導。
- 校車：或稱「校巴」，是用以接送學生及教職員往返學校的巴士。可以由政府營運或經由合約交予經營商來營運，在某些地方亦有學校本身擁有自己的校車。在紐西蘭，提供校車服務的巴士在接載學生時須掛上“SCHOOL”（學校）的標示。在美國，校車規定是黃色的，而車型亦需由政府批准。校车正在中国大陆逐步推广，较正式的涂装为黄底绿条纹。
- 觀光巴士：或稱「旅遊巴士」、「遊覽車」，可分為出售車票給散客的固定行車路線，以及出租給旅行團包車之用。

## 路線

### 固定停车巴士
这种线路的巴士无论乘客上下车情况，都会固定在每个停靠点停车。

### 铃停巴士
这种线路的巴士若车上與停靠點皆没有乘客告知司机要在此停靠点上下车，则不会停车。車上乘客告知司机的方式有口头告知和使用设备告知（按铃、拉绳）两种，而在停靠點候車的乘客則可透過招手示意。这种巴士在中国大陆被称为“铃停巴士”。由于减少了不必要的停车，其平均速度相比固定停车巴士更高；亦是世界上最常見的巴士營運模式。

### 巴士專用道
由於巴士需要與其他汽車共用同一路面資源，其班次無法像有獨立路權的軌道交通工具系統（如地鐵）般穩定，因此部分城市為解決此問題，便在路上劃出只准巴士和無軌電車使用的行車線，台灣稱為公車專用道，中國大陸稱作公交專用道，香港稱為巴士專線。在一些較特殊的情況下，甚至有整條街道皆劃作專用道的情況。

### 巴士快速交通系統

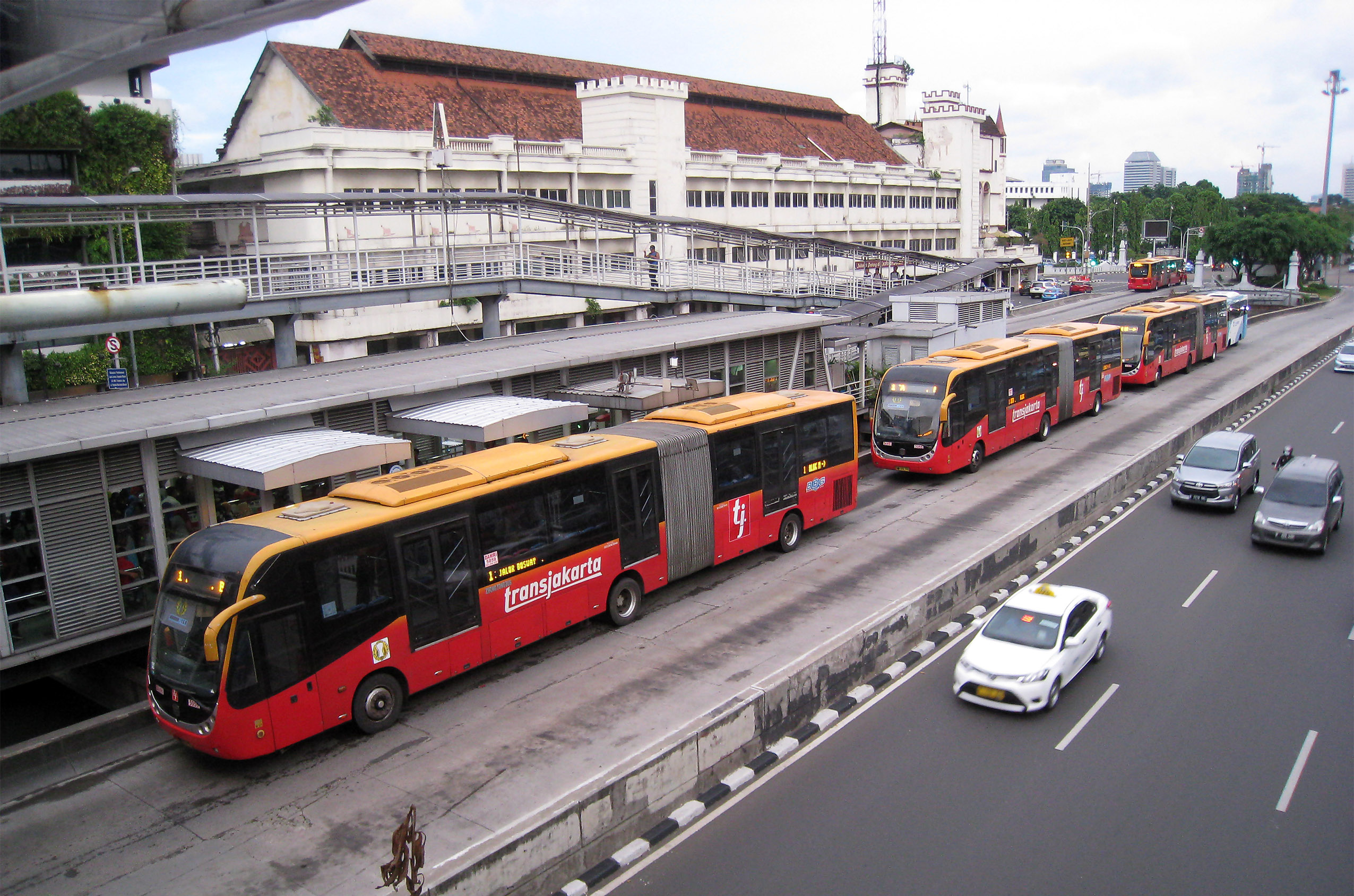
印尼的雅加達專線巴士是世界上最大的BRT系統

巴士快速交通系統（英語：bus rapid transit，縮寫為BRT）是一種以巴士為基礎的新型大容量快速交通方式，結合地鐵與捷運的高運載力、速度與巴士系統的低成本、靈活性和簡單性，使用高載客量的巴士（如掛接巴士）在專用道上行駛，並在特定的站點設立專用站台。這系統相較於一般巴士能提供更高運載力，而巴士班次亦不受交通擠塞影響能變得更穩定。

#### 中國大陸
現時中國北京、杭州、大连、重庆、广州、中山、常州、厦门和济南等城市已开通快速公交系統。

#### 中華民國
在中華民國，為了接駁台灣高鐵嘉義站，在嘉義開通了嘉義BRT。

## 圖片

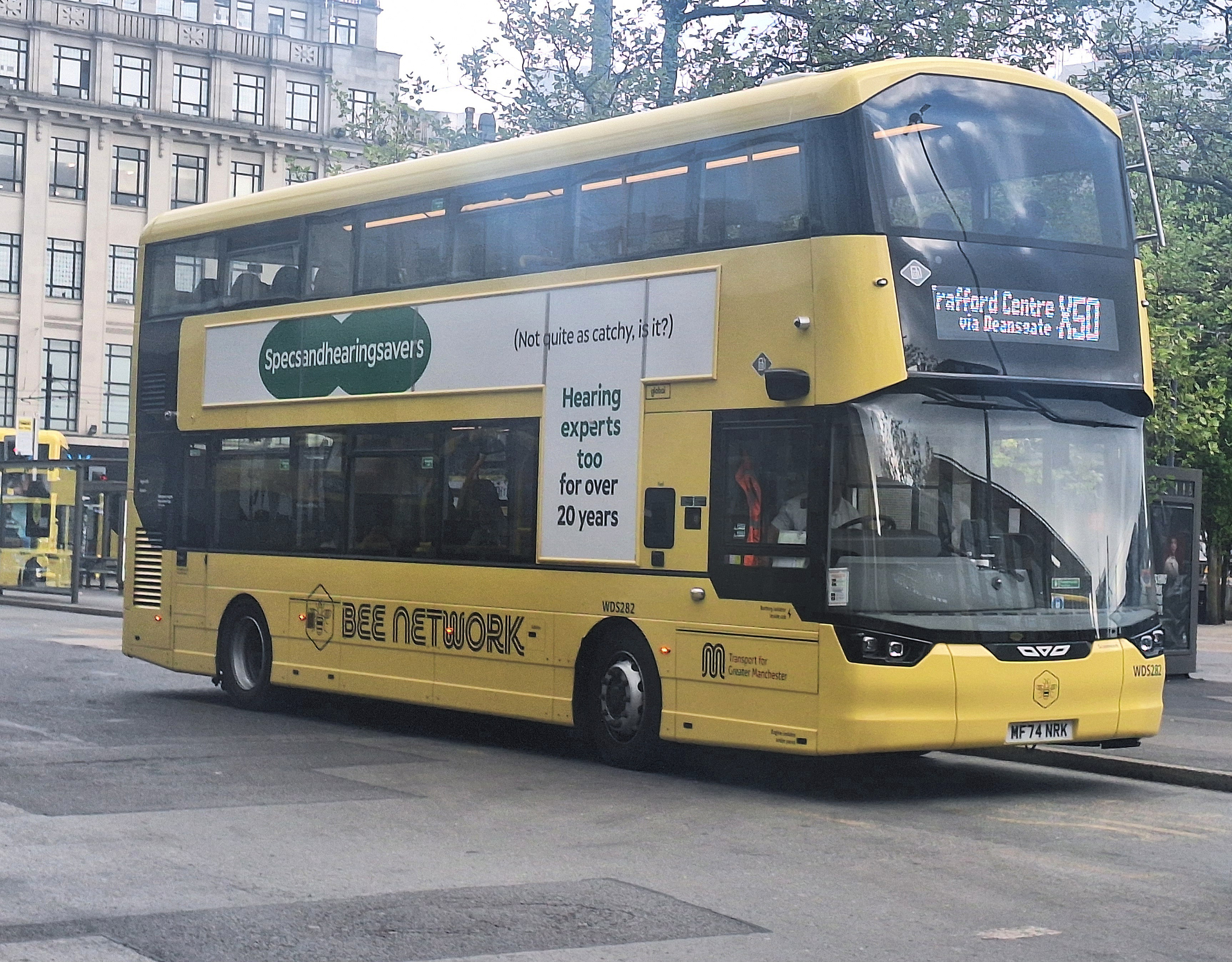
英國曼徹斯特Wright StreetDeck Ultroliner雙層巴士
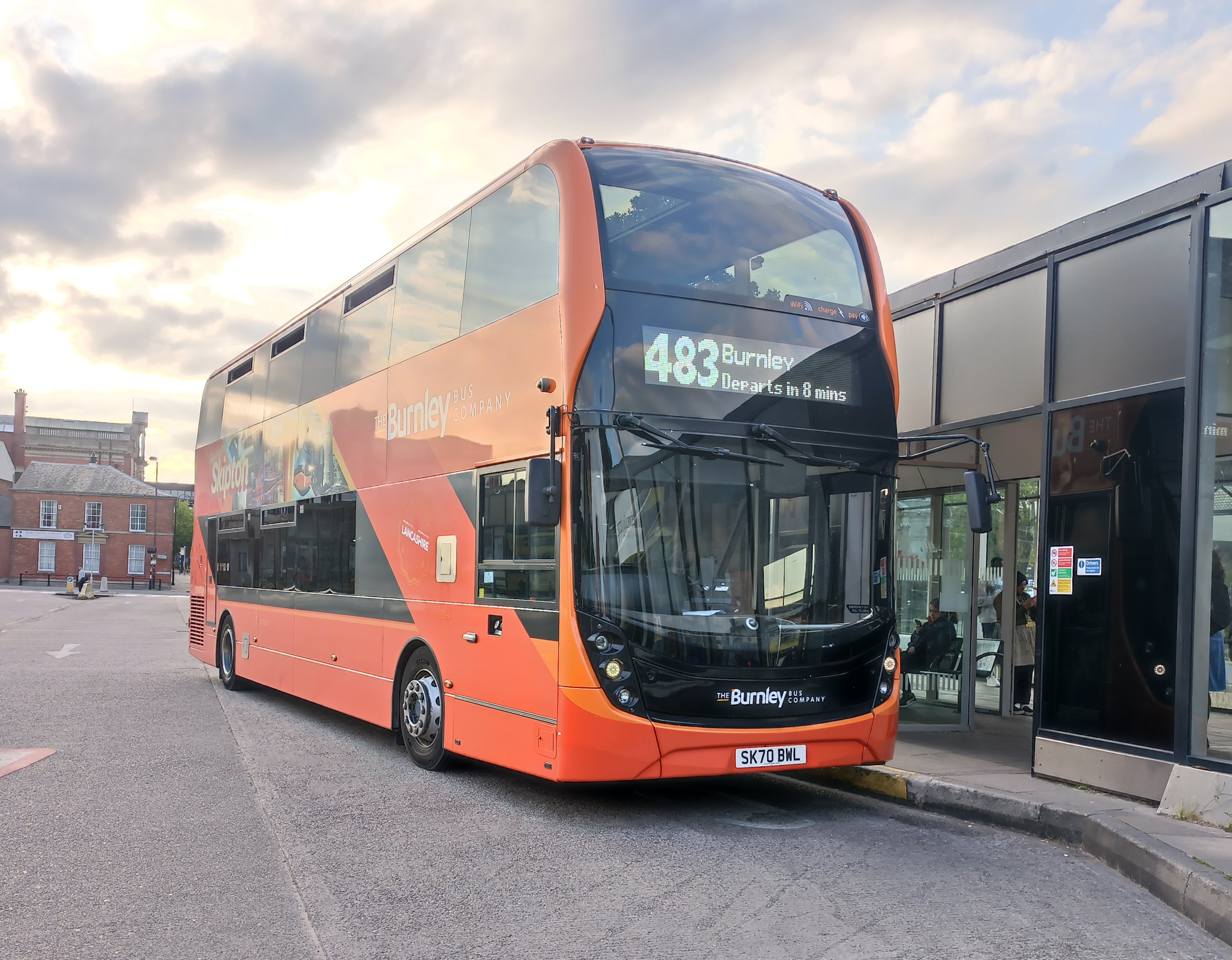
英國貝里的亞歷山大丹尼士Enviro 400 MMC雙層巴士
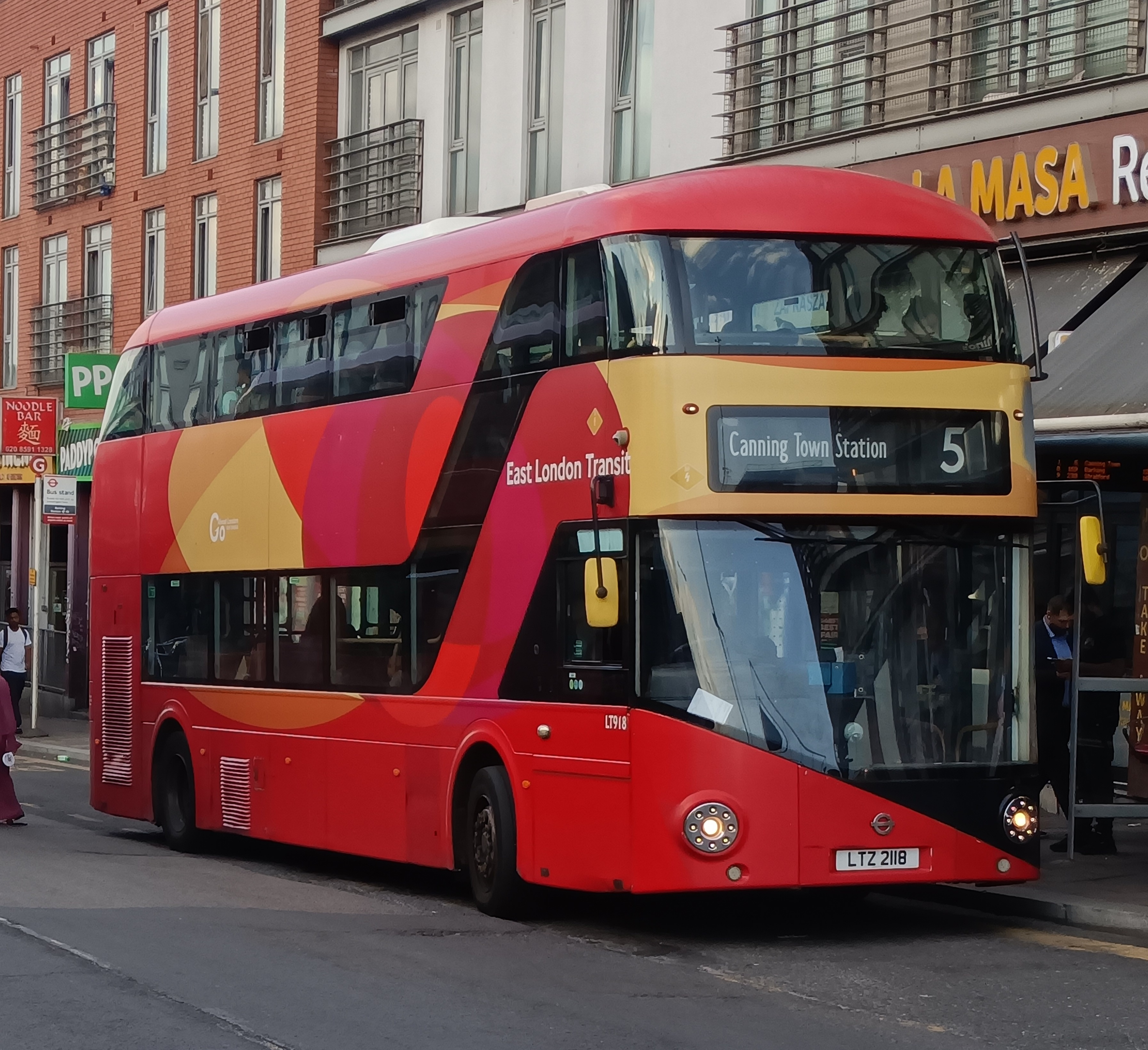
英國倫敦的New Routemaster雙層巴士
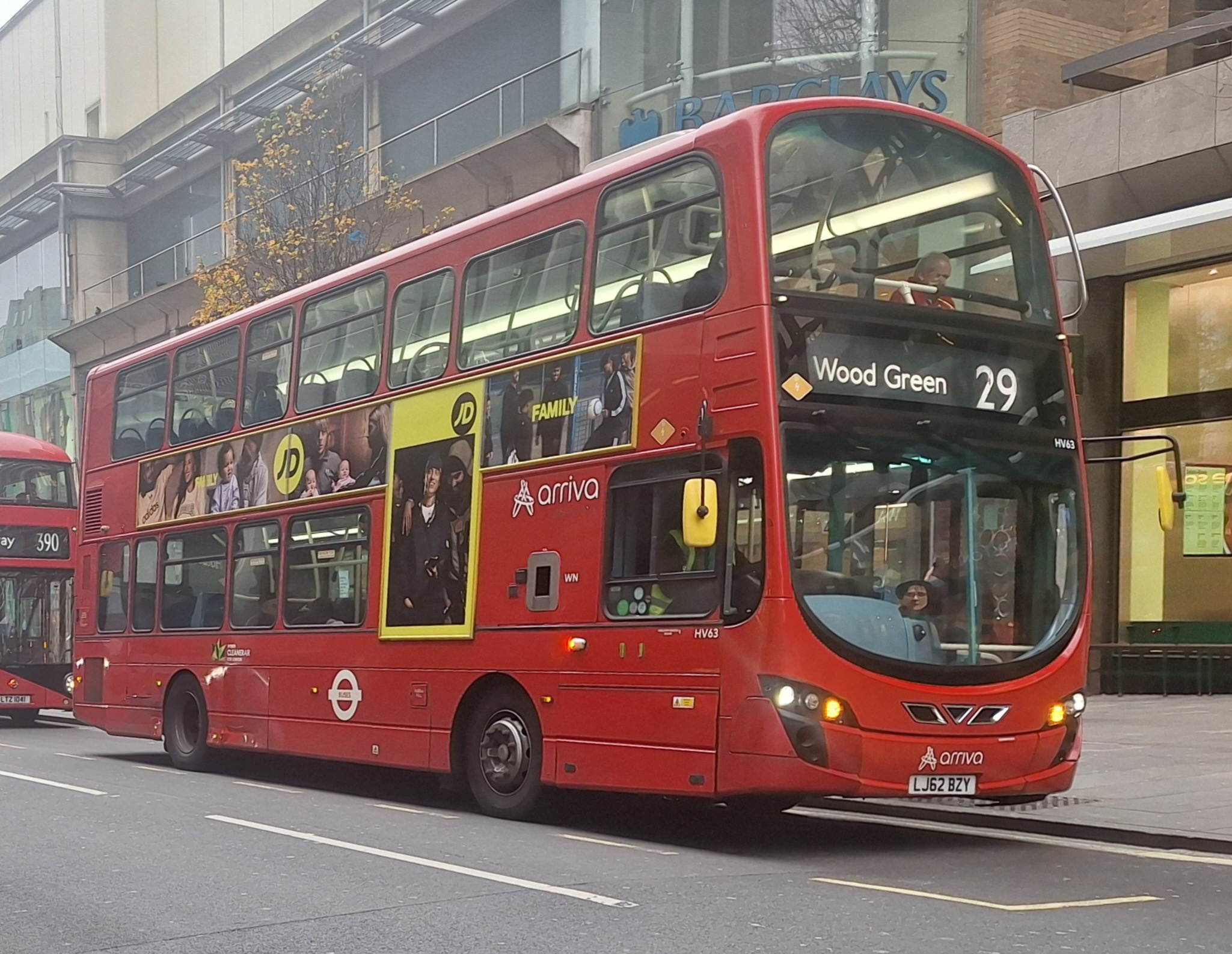
英國倫敦的富豪B5LH雙層巴士
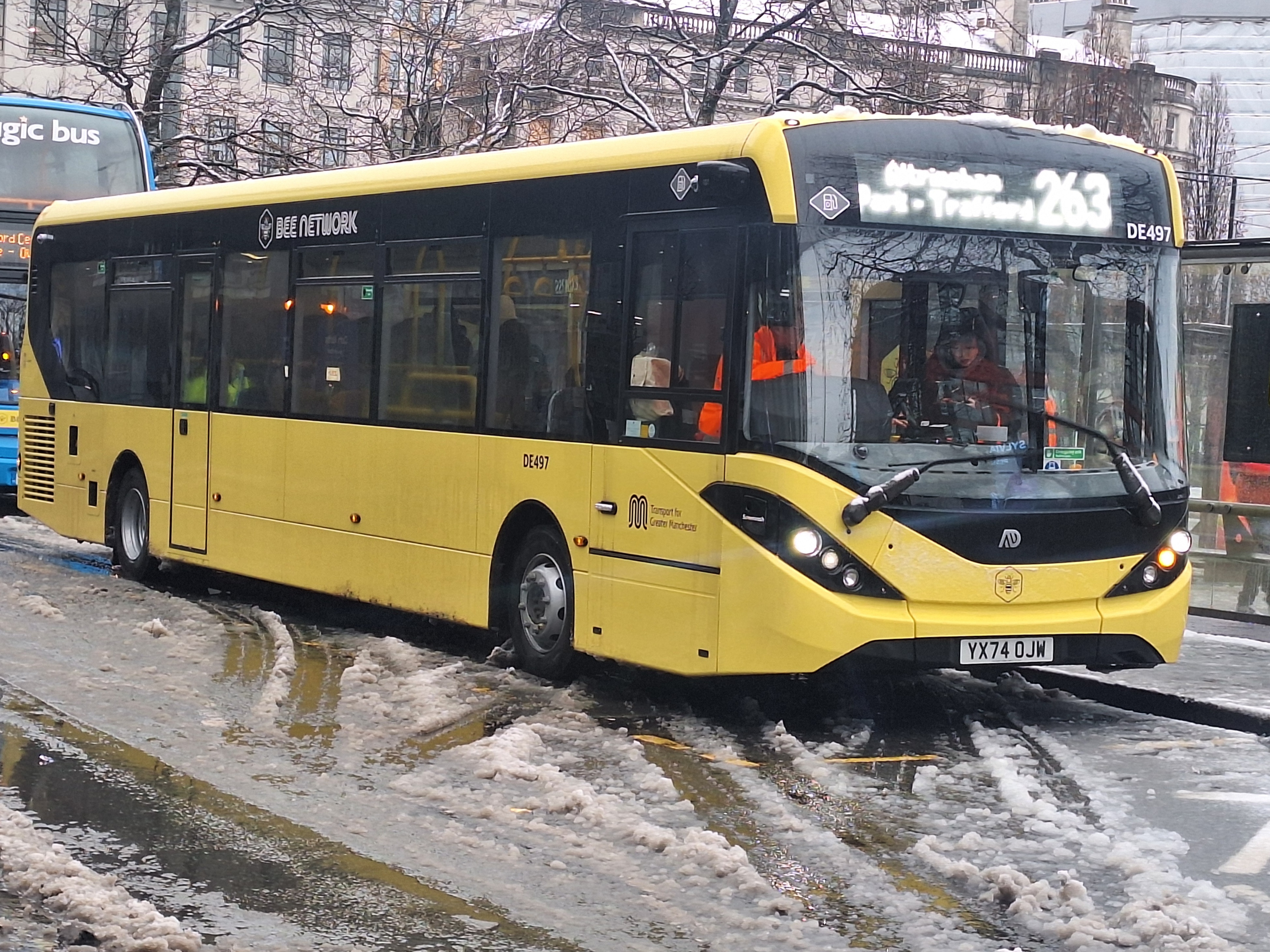
英國曼徹斯特的亞歷山大丹尼士Enviro 200 MMC單層巴士
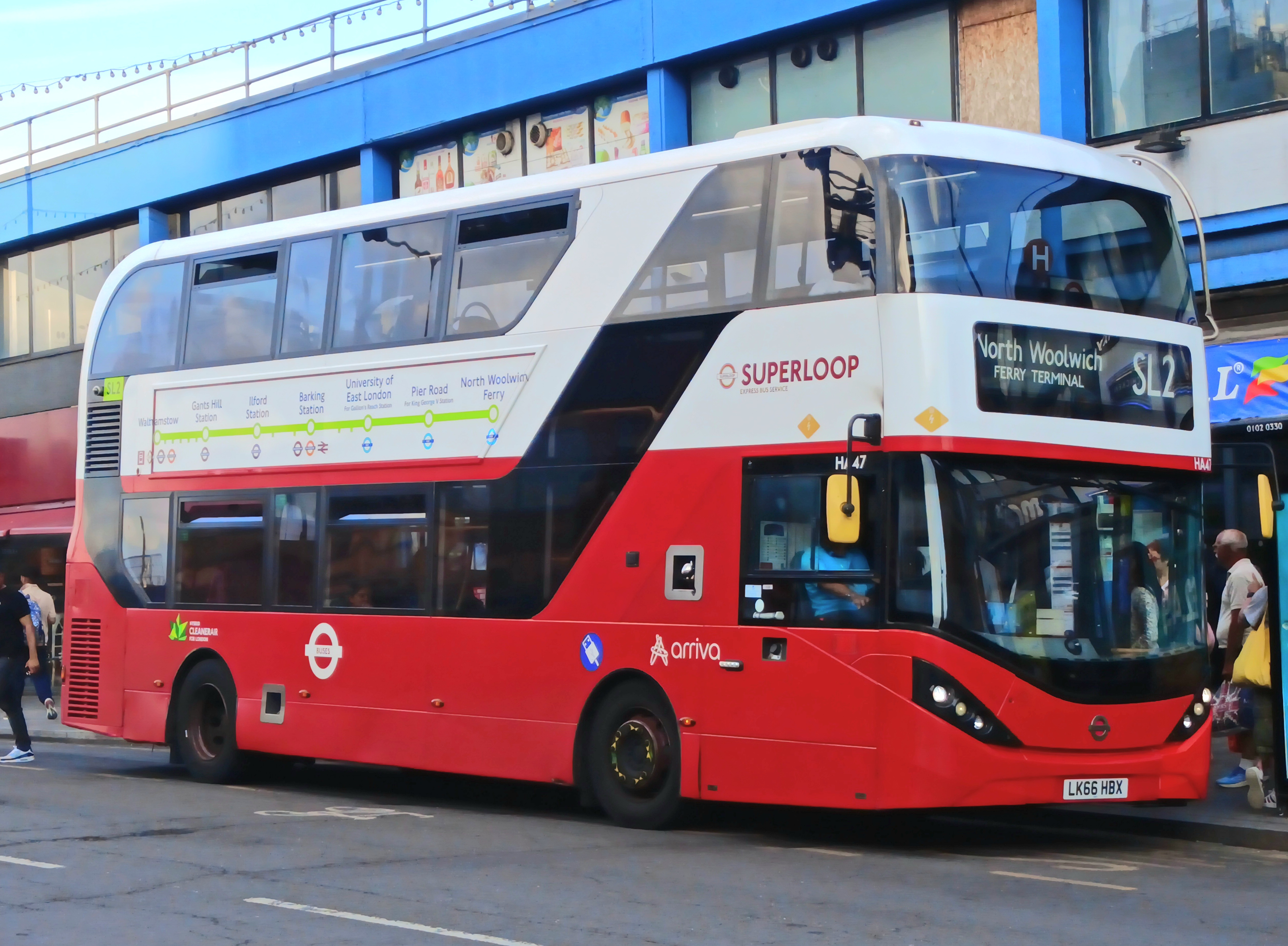
英國倫敦的亞歷山大丹尼士Enviro400 City巴士
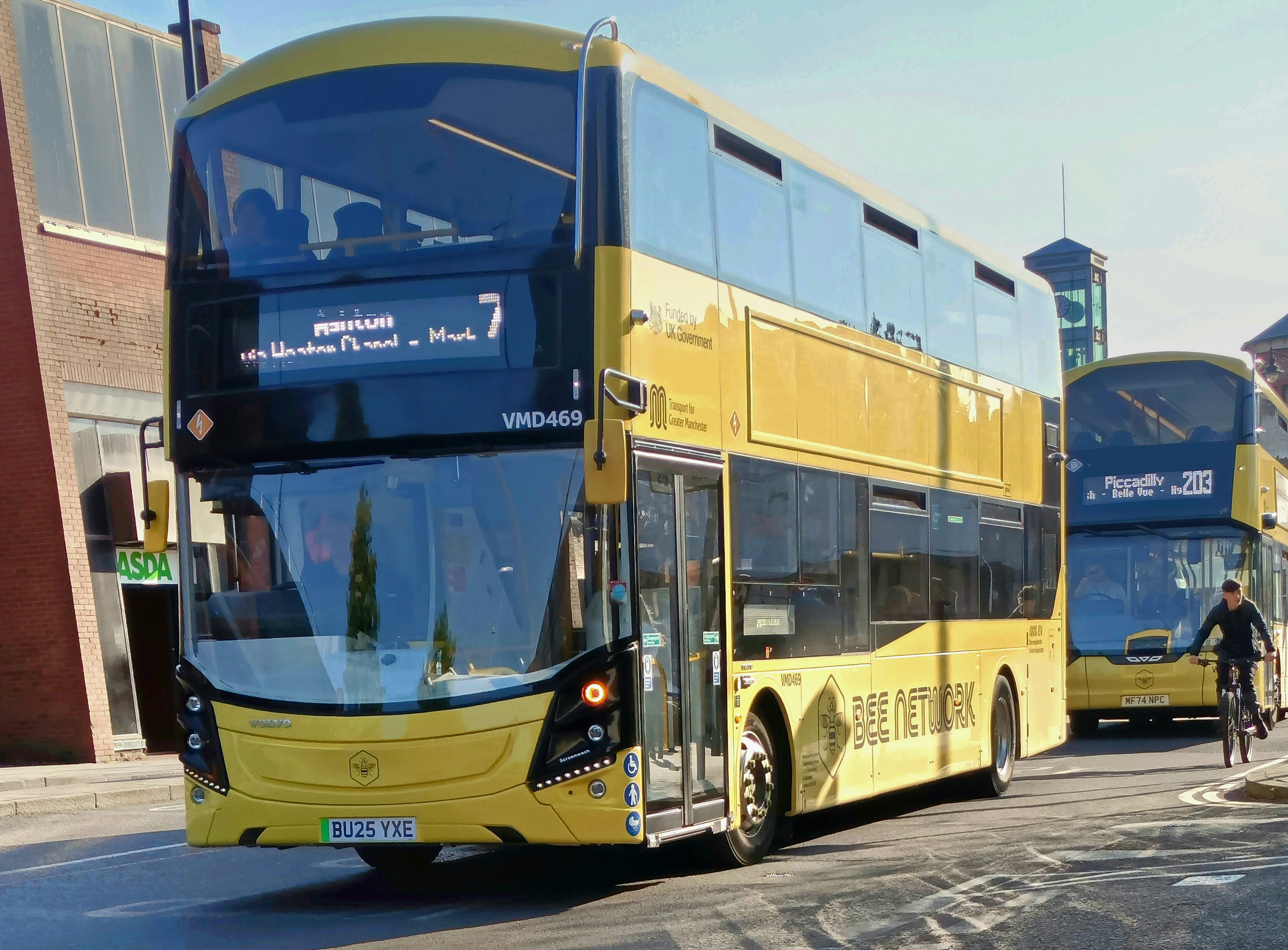
英國史托港的富豪BZL電動巴士
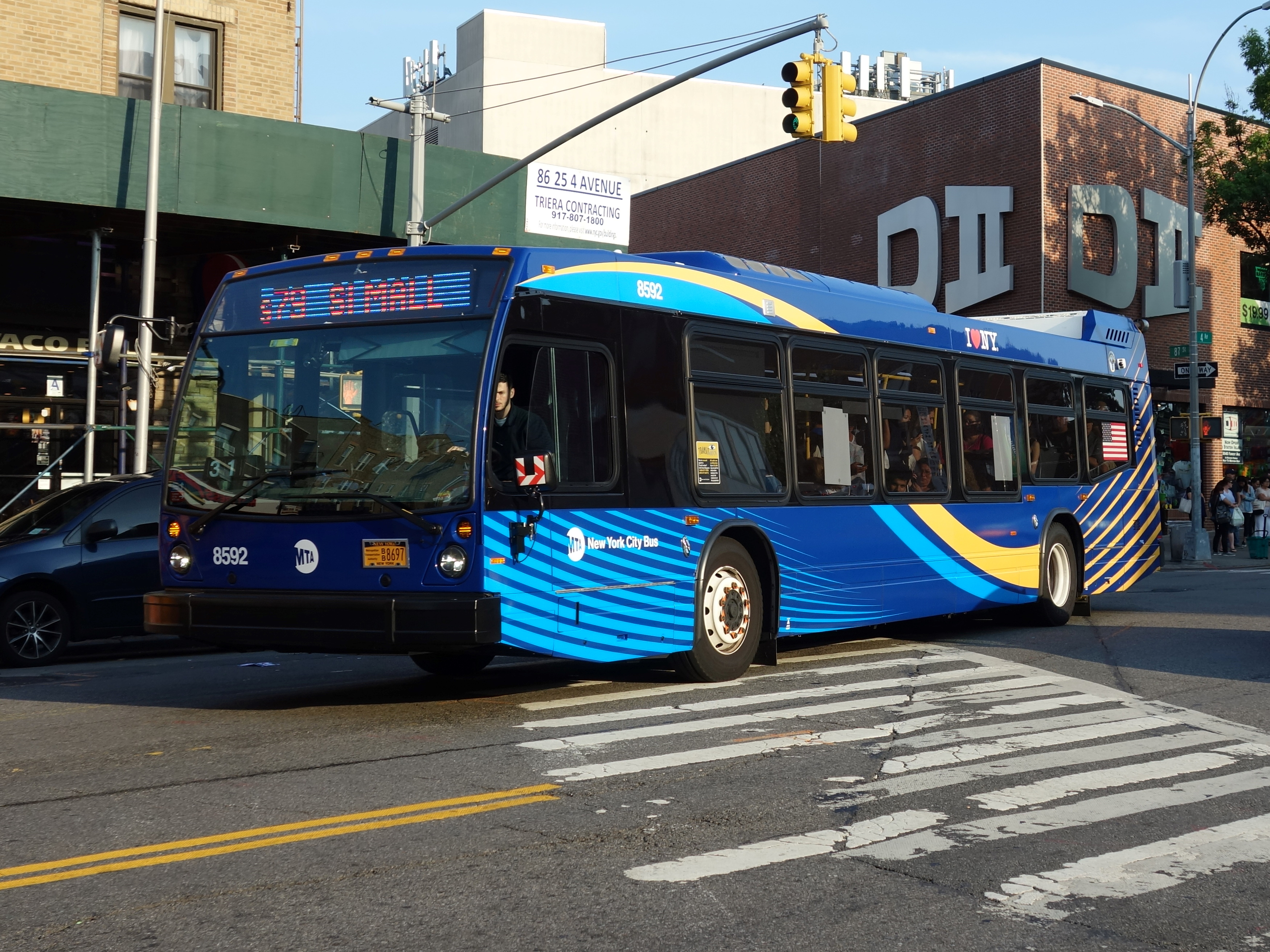
美國紐約市的Nova Bus LFS 單層巴士
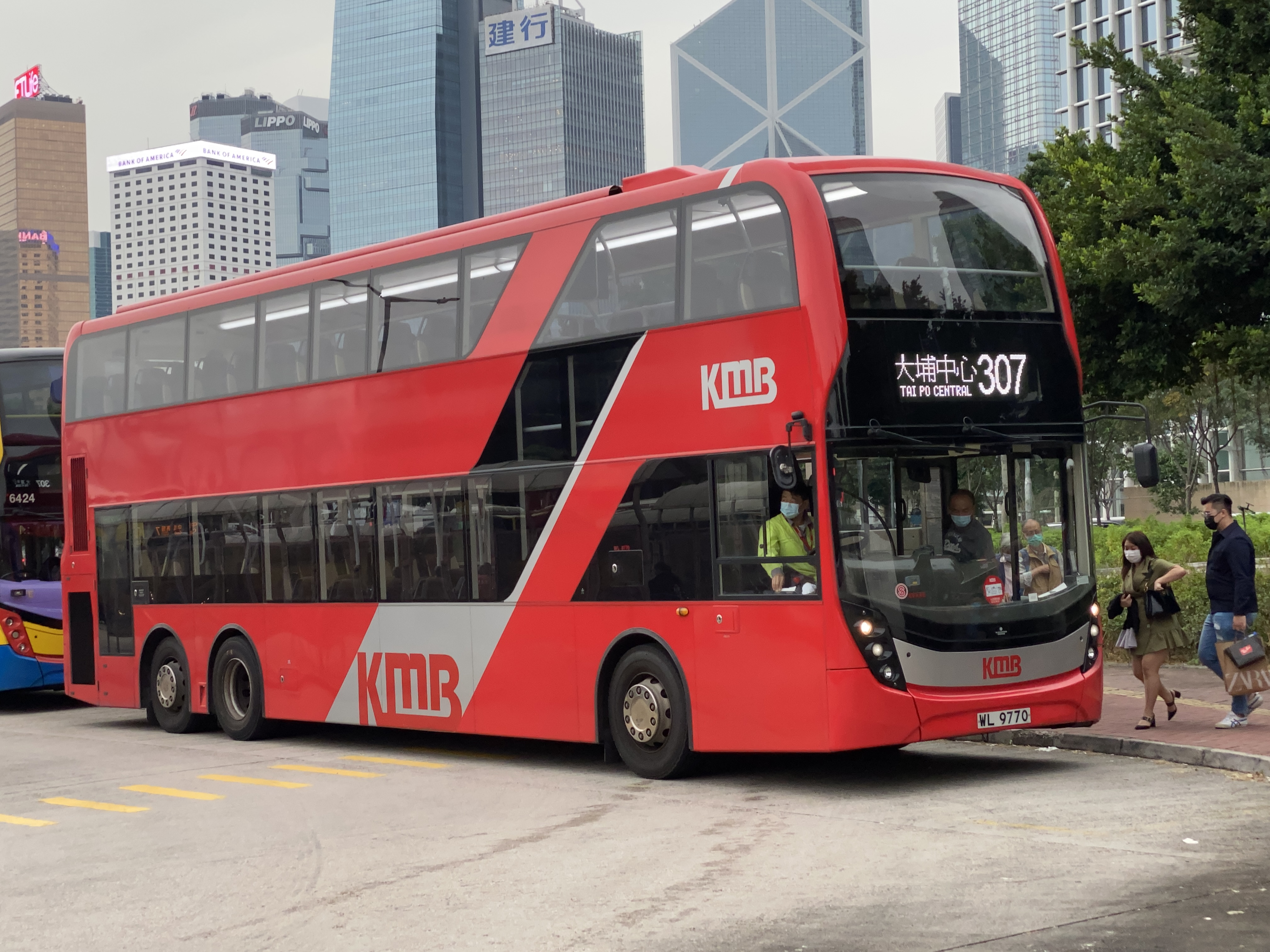
香港九巴的亞歷山大丹尼士Enviro 500 MMC雙層巴士
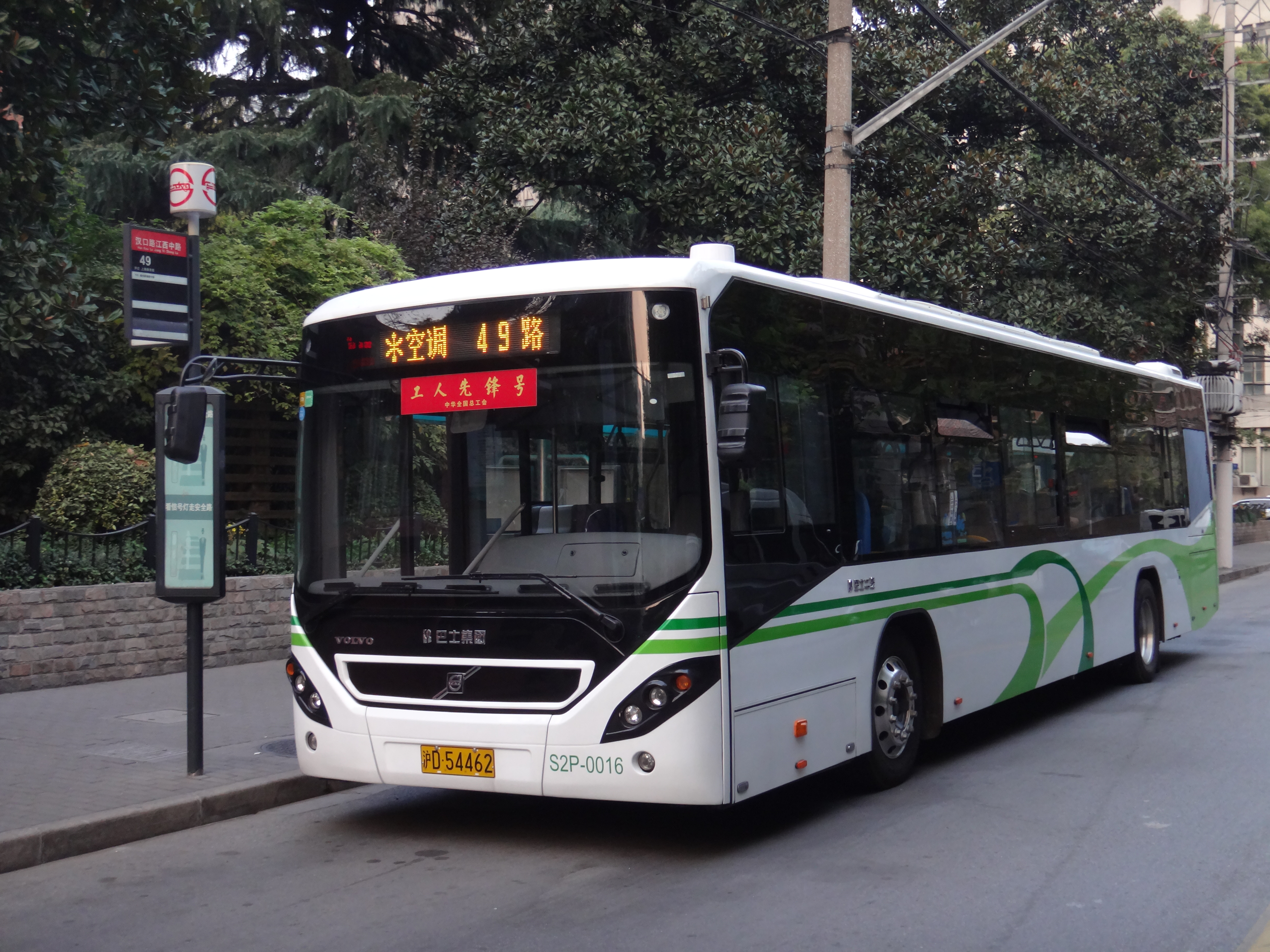
中国上海市的申沃客车 SWB6128V8LF 單層巴士
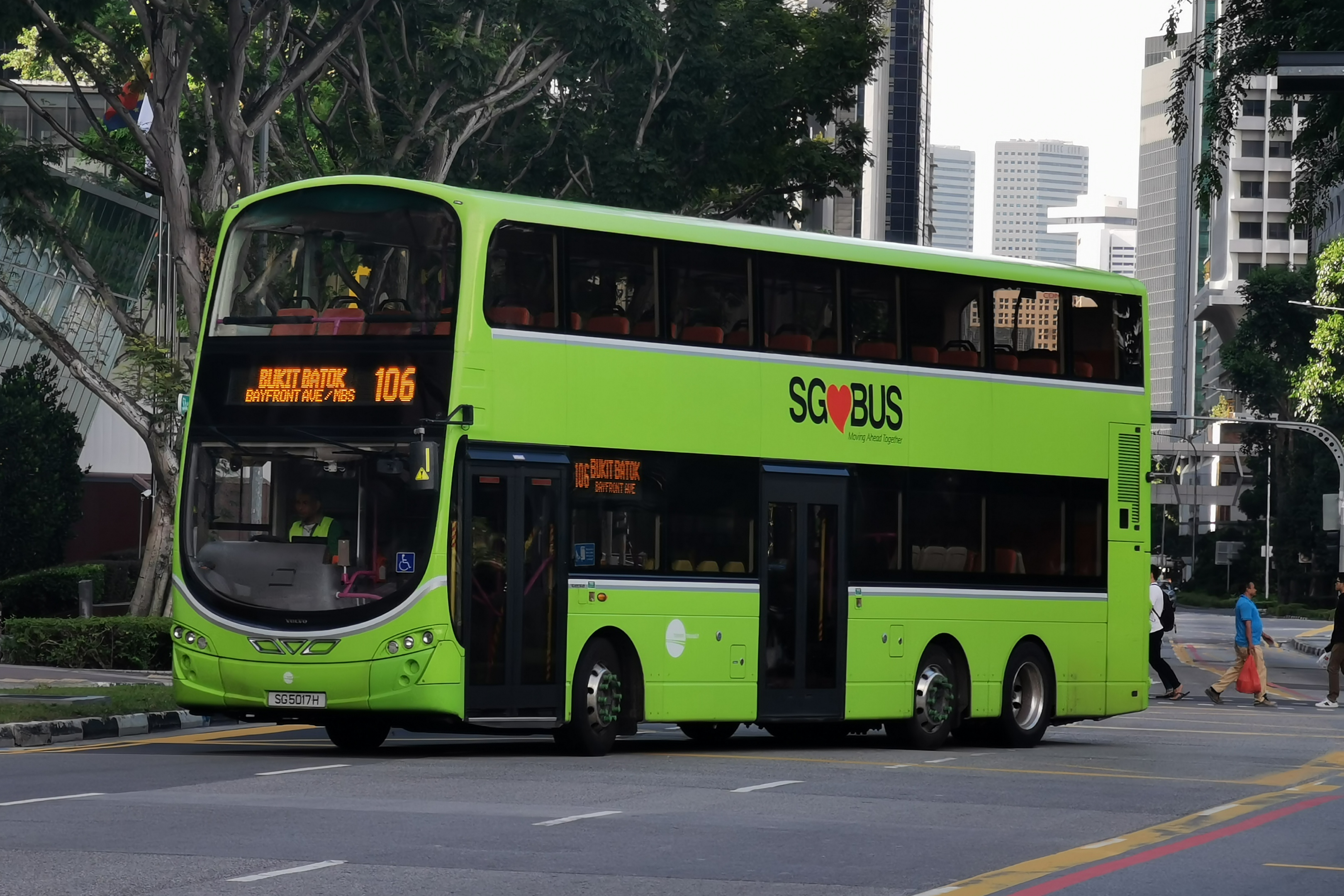
新加坡的富豪B9TL雙層巴士
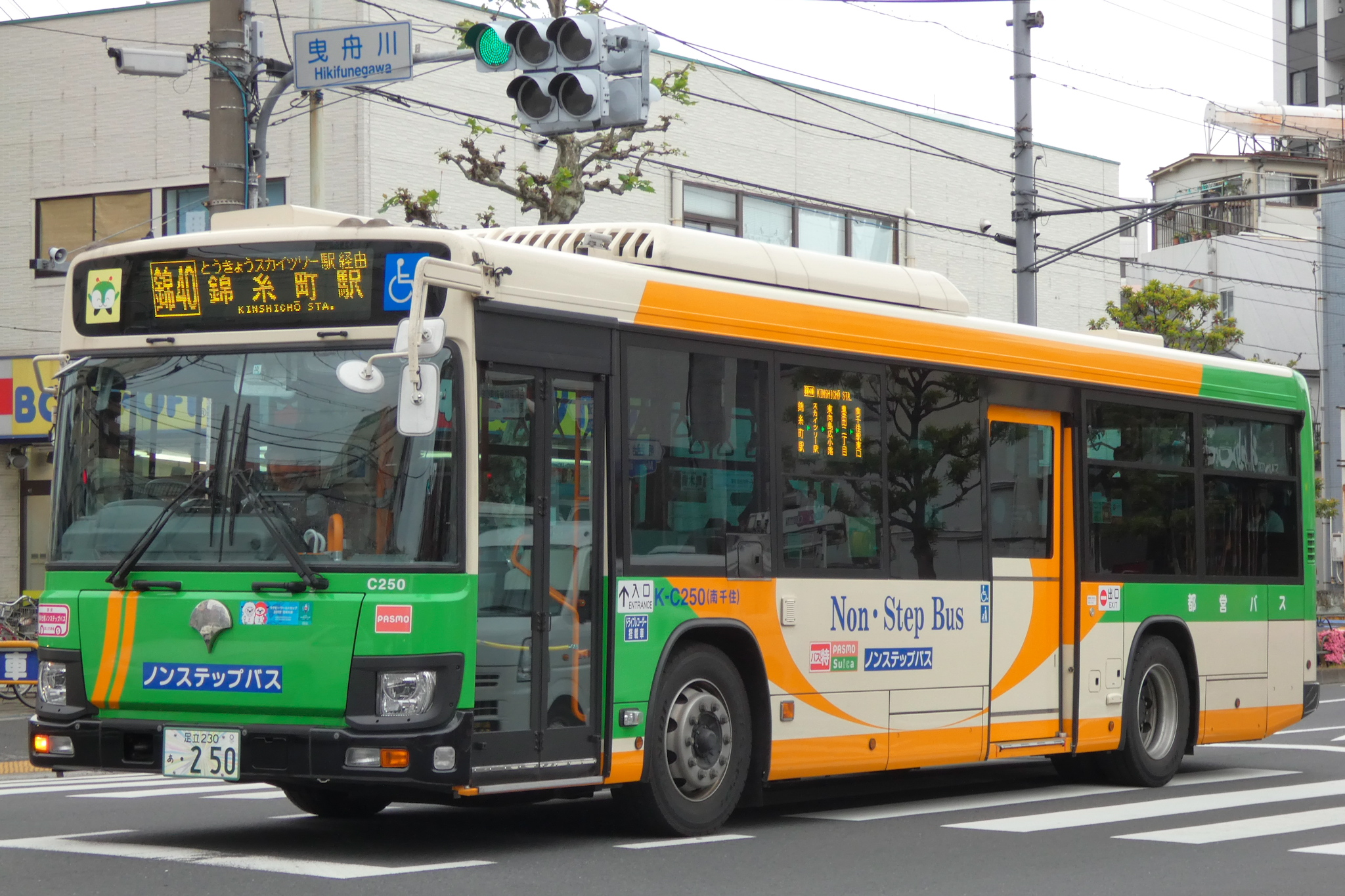
日本東京都都營巴士的Isuzu Erga 單層巴士
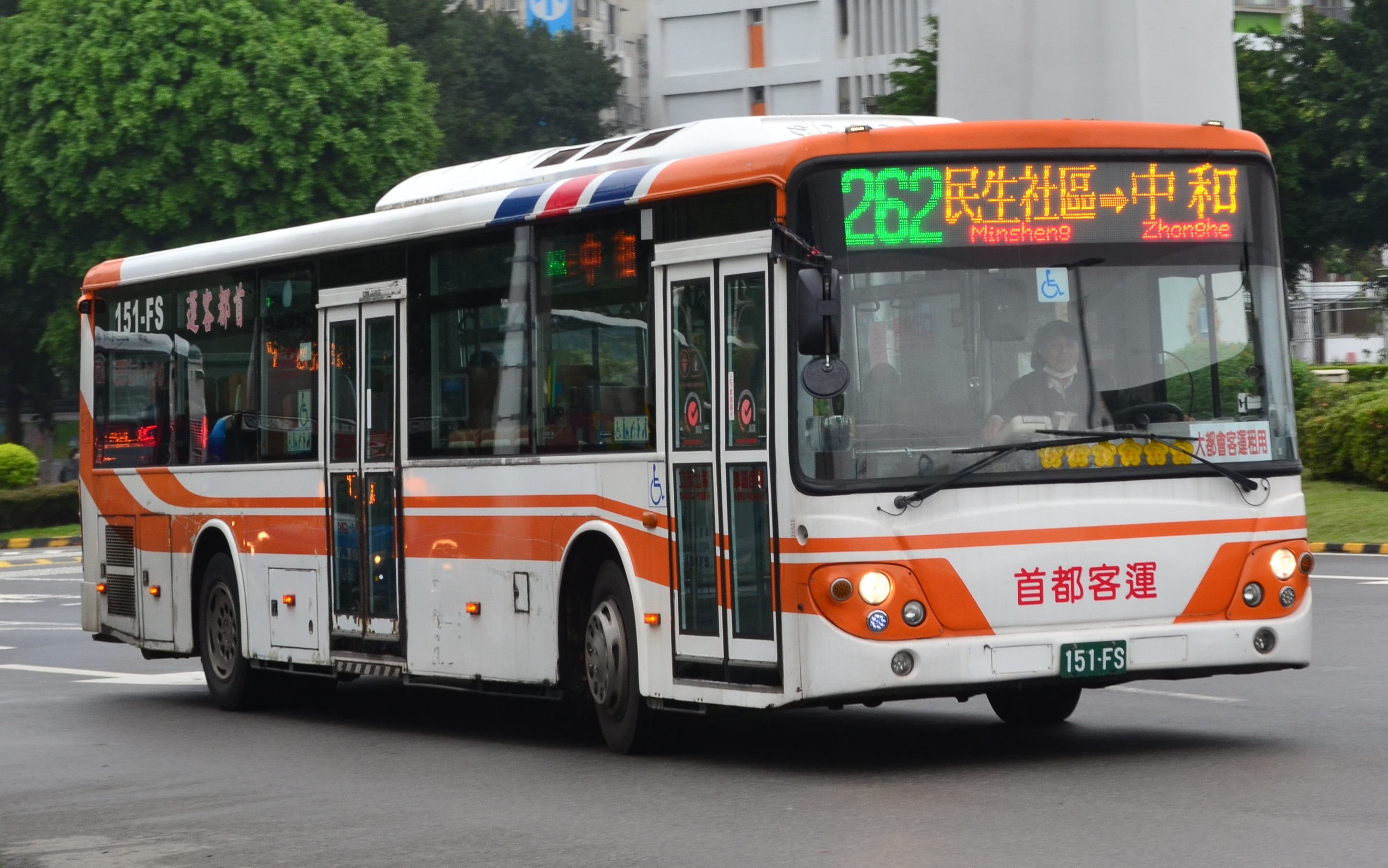
中華民國臺北首都客運的大宇BS120CN 單層巴士
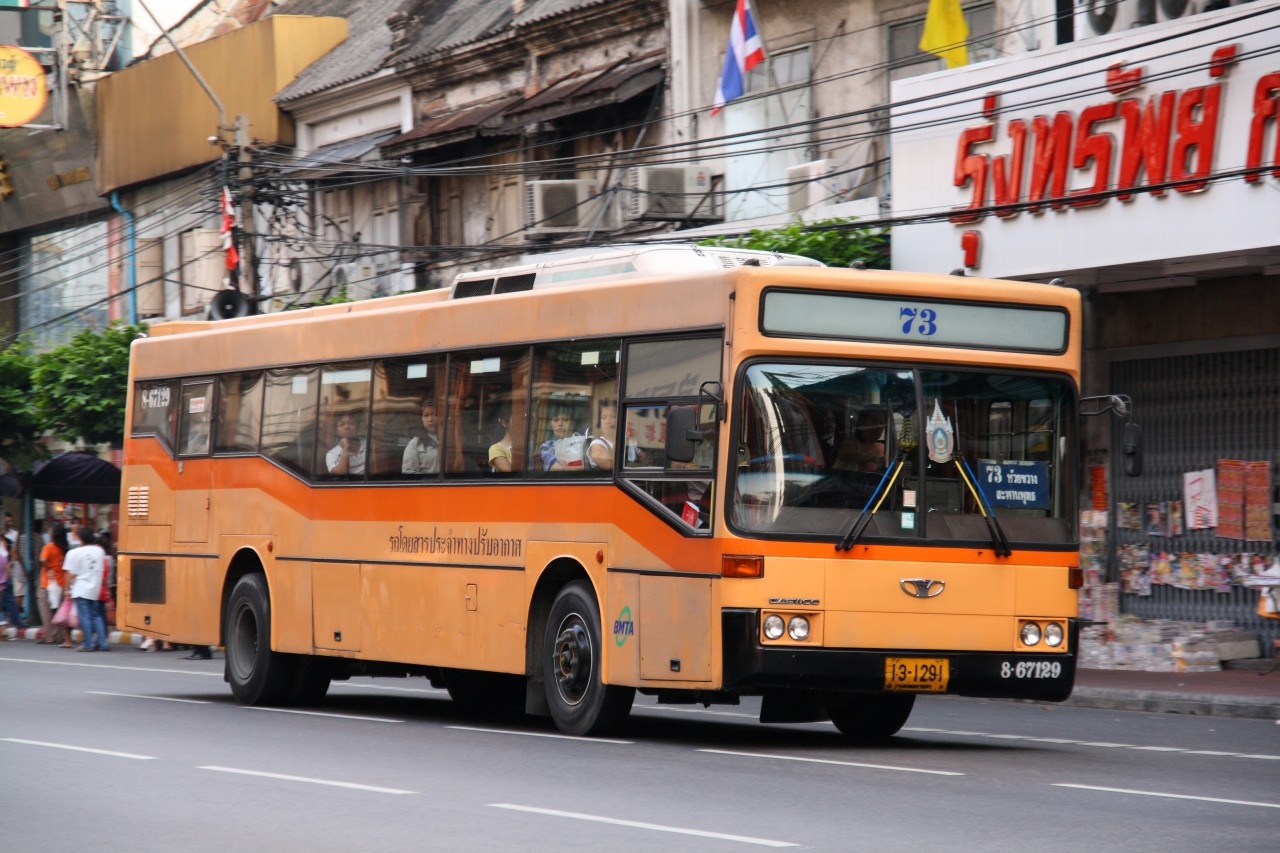
泰國曼谷的大宇BH115 單層巴士
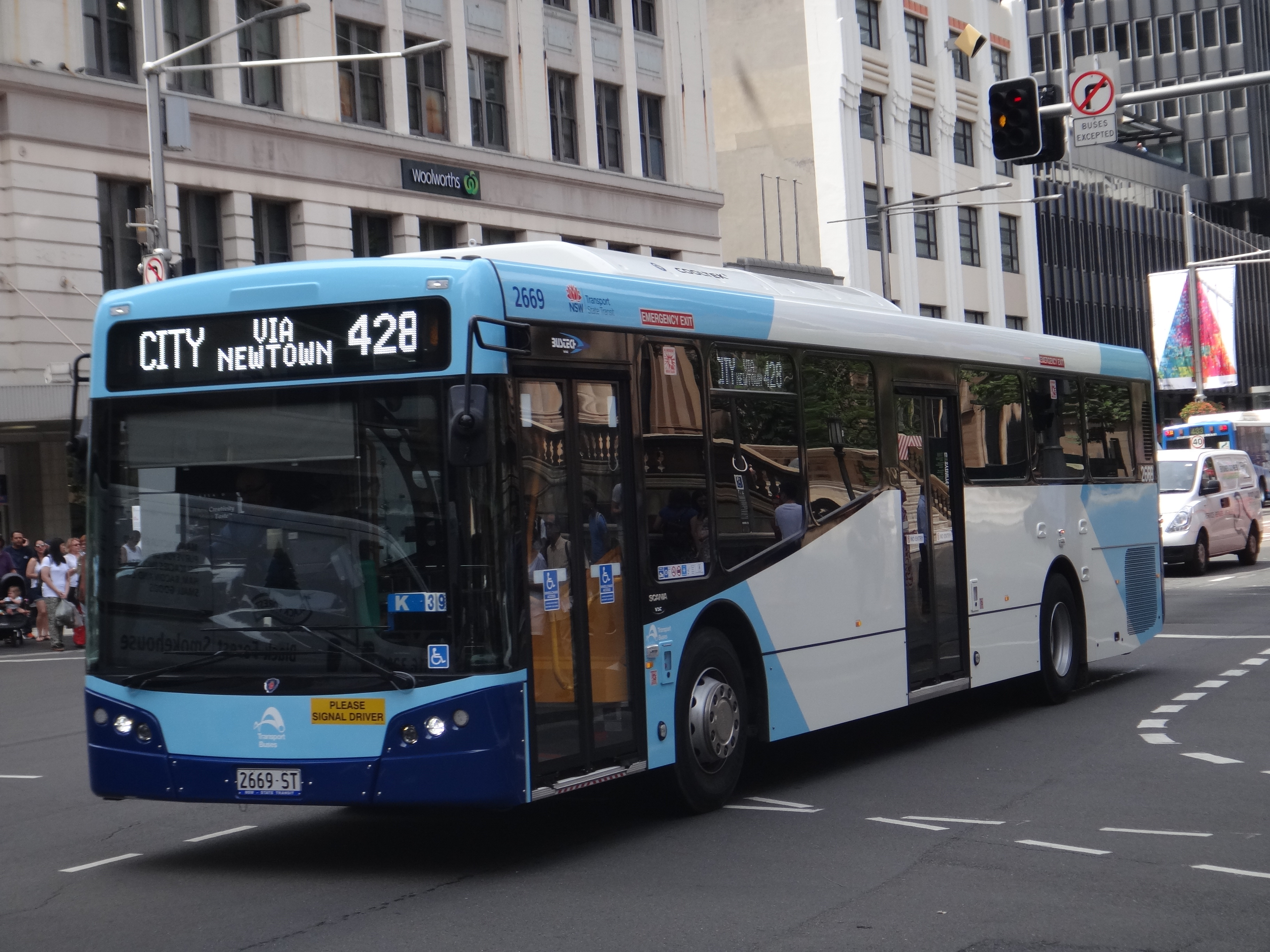
澳洲悉尼的Scania K280UB 單層巴士
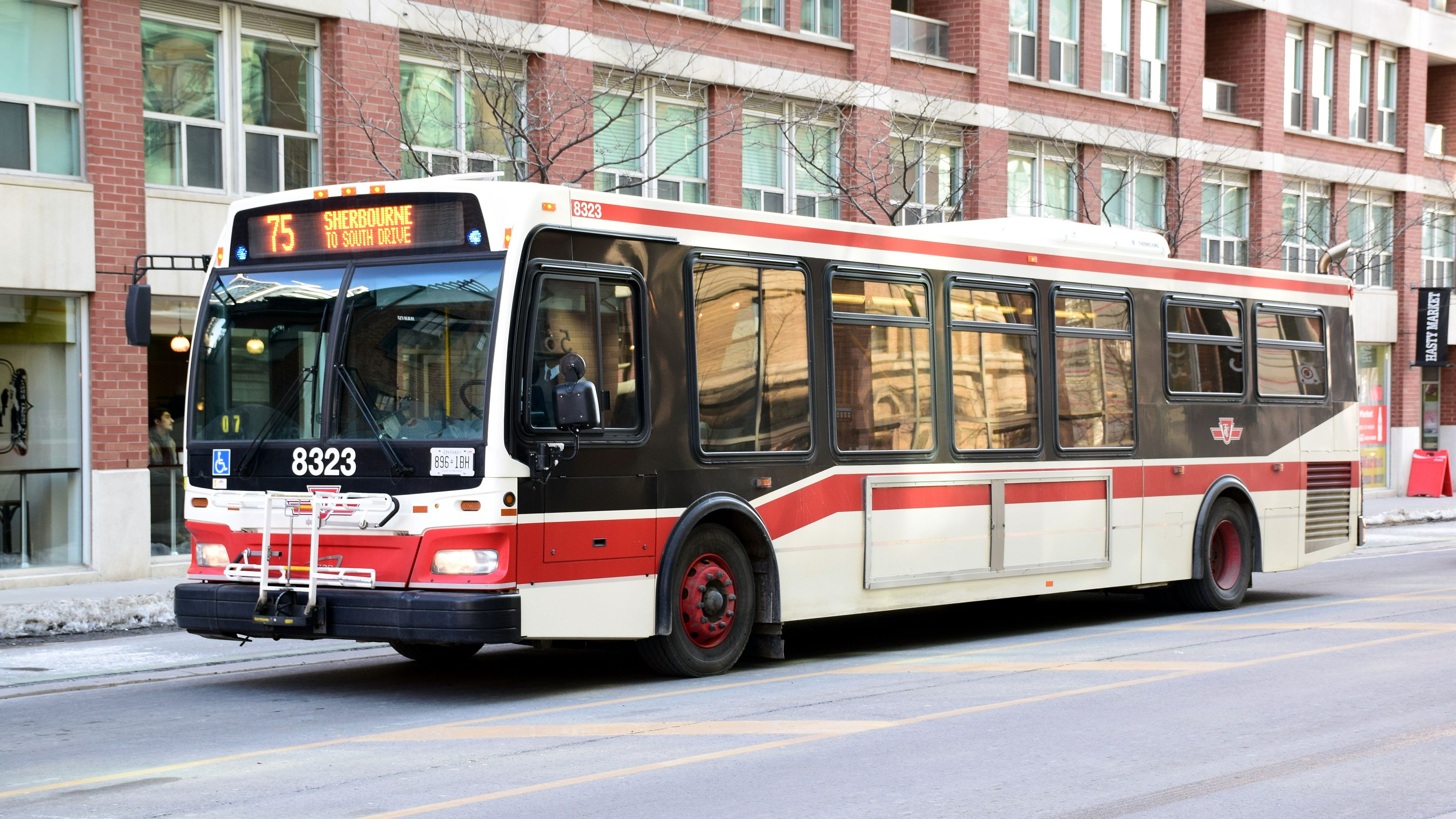
加拿大多倫多的Orion VII 單層巴士
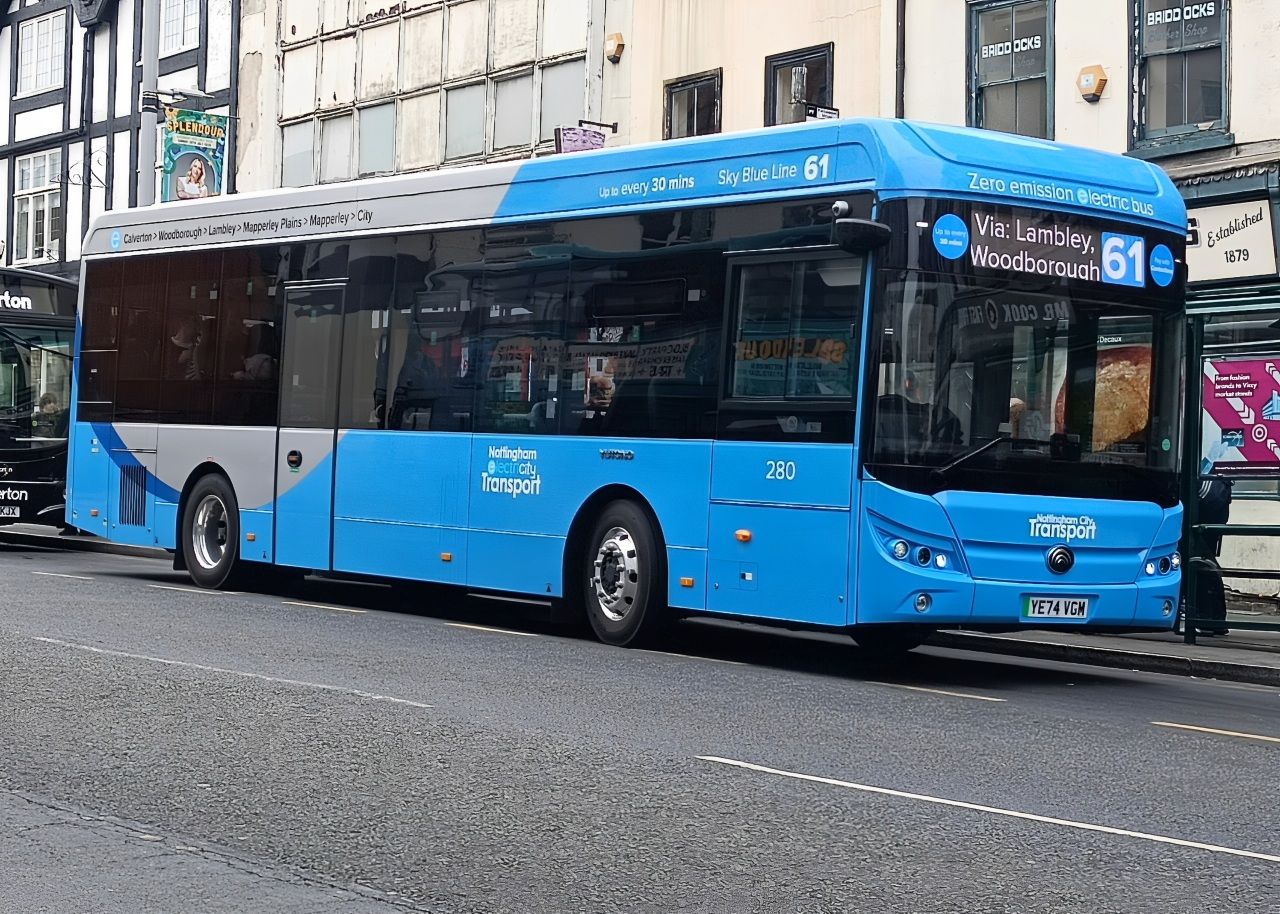
英國諾定咸的宇通E10單層巴士
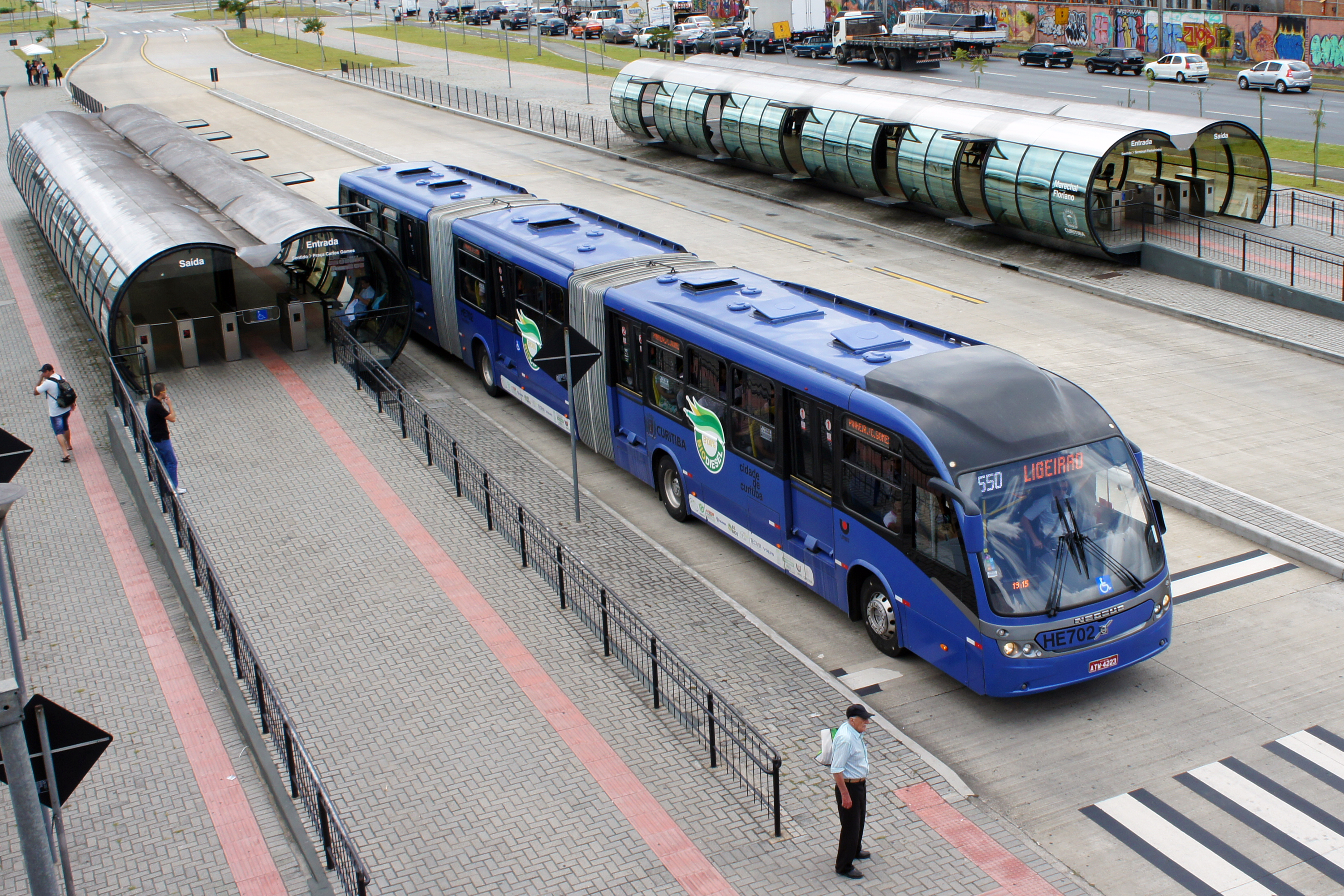
巴西庫里奇巴RIT（英语：Rede Integrada de Transporte）的富豪B12M 雙掛接巴士
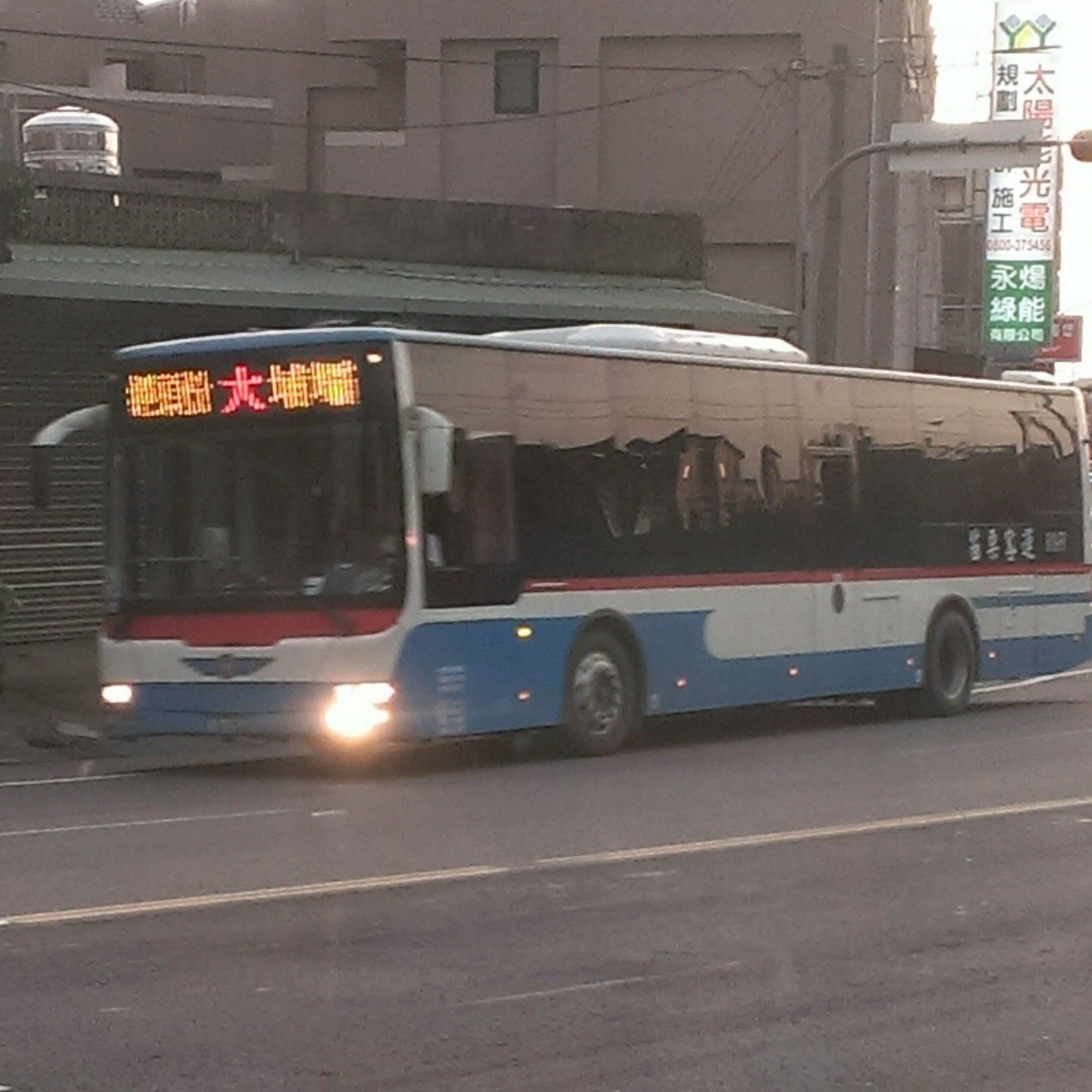
台灣苗栗客運的低底盤公車
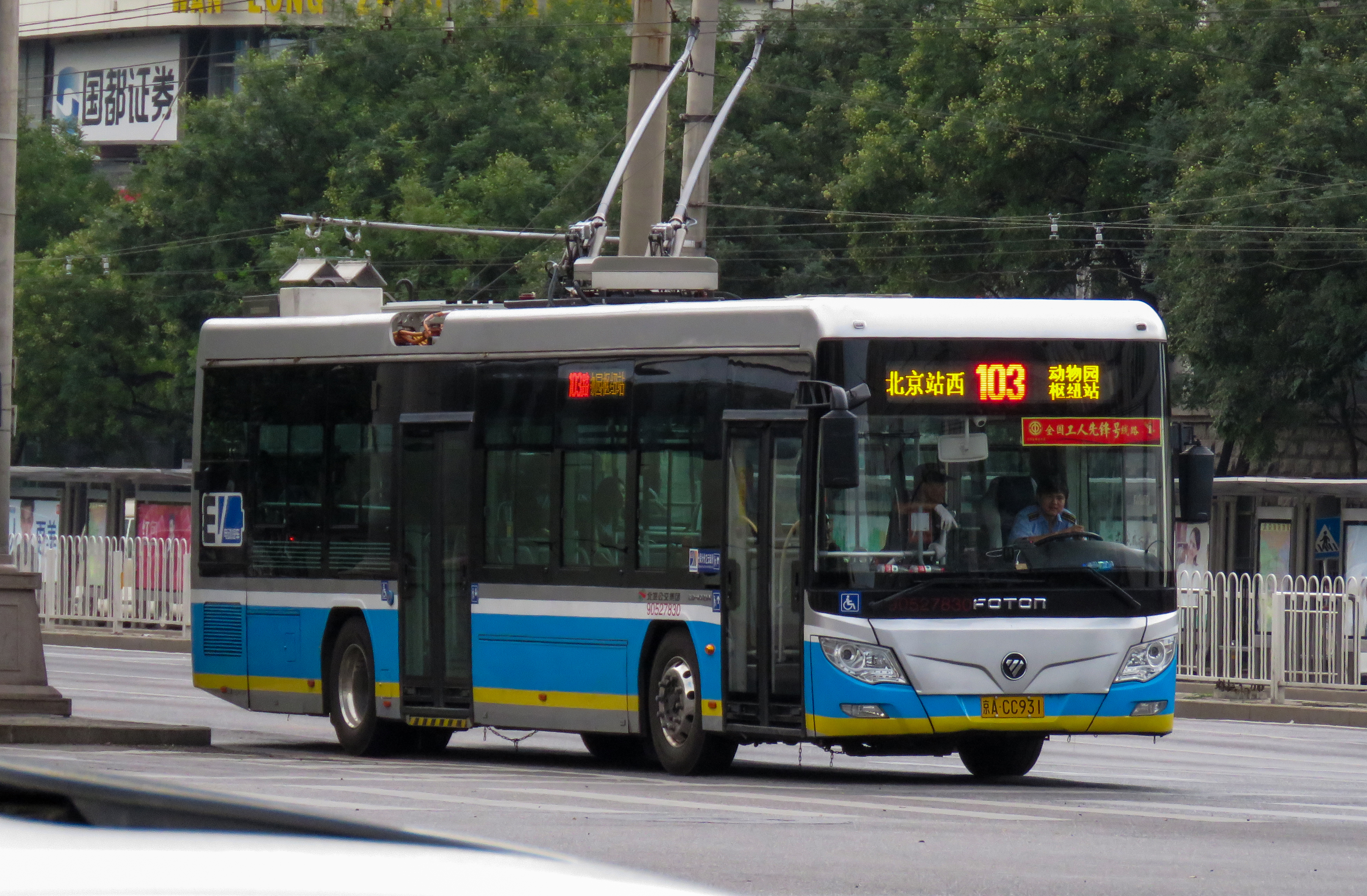
中国北京市的無軌電車
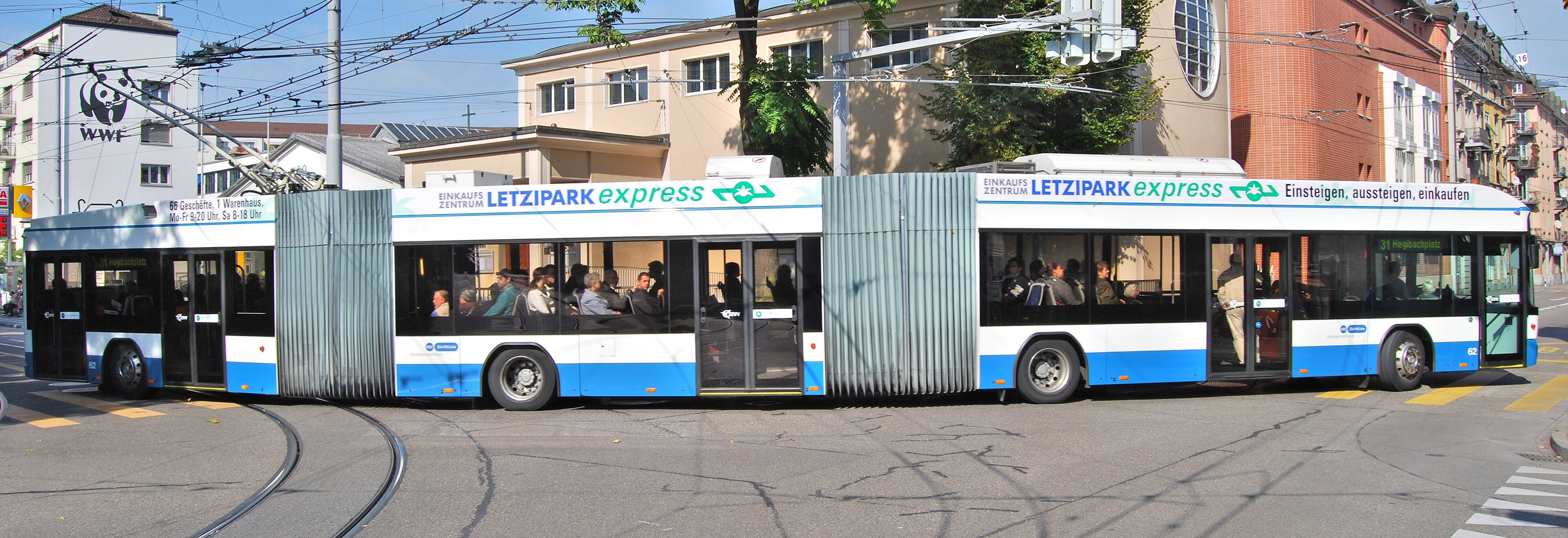
瑞士蘇黎世的三節無軌電車
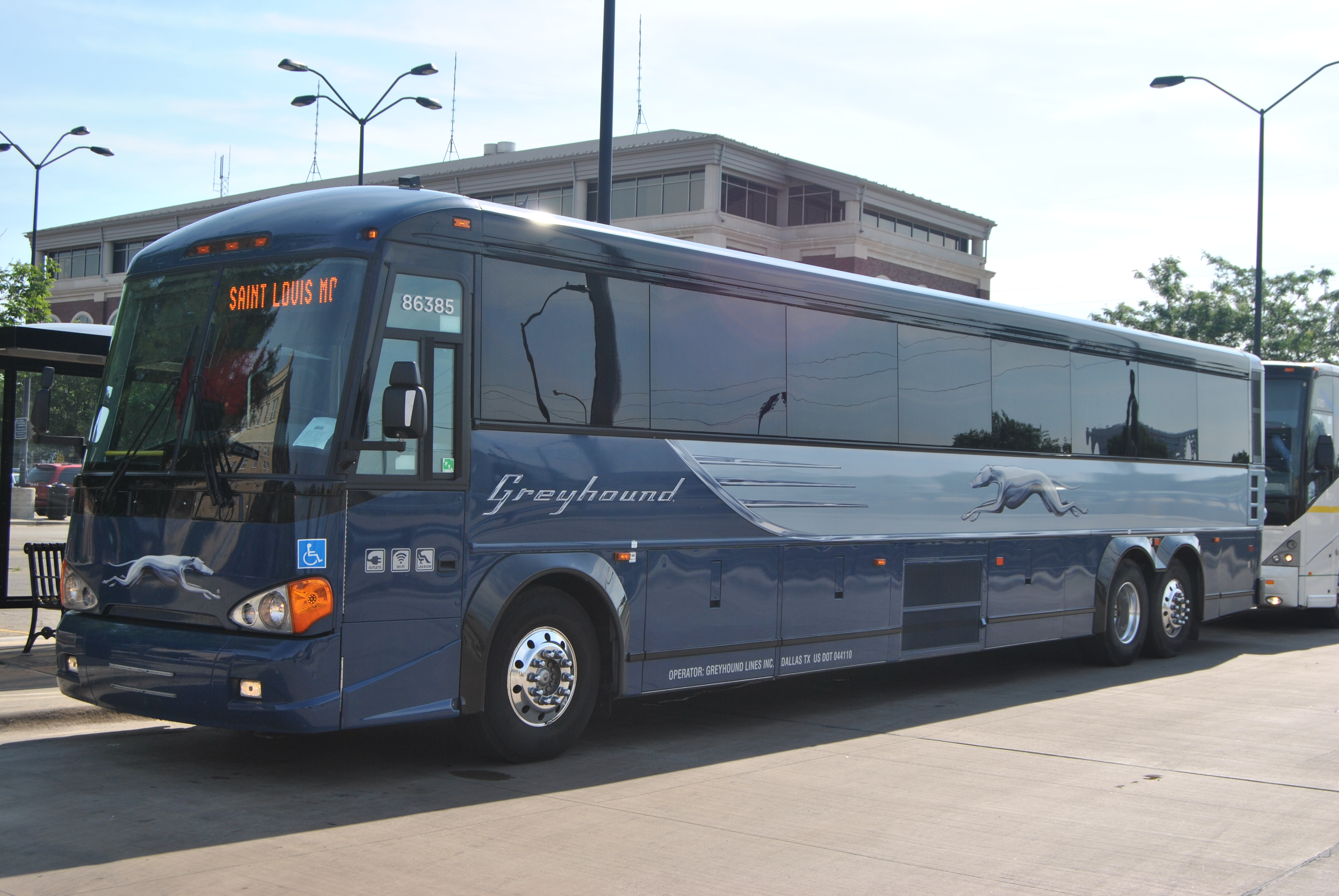
美國的灰狗長途巴士
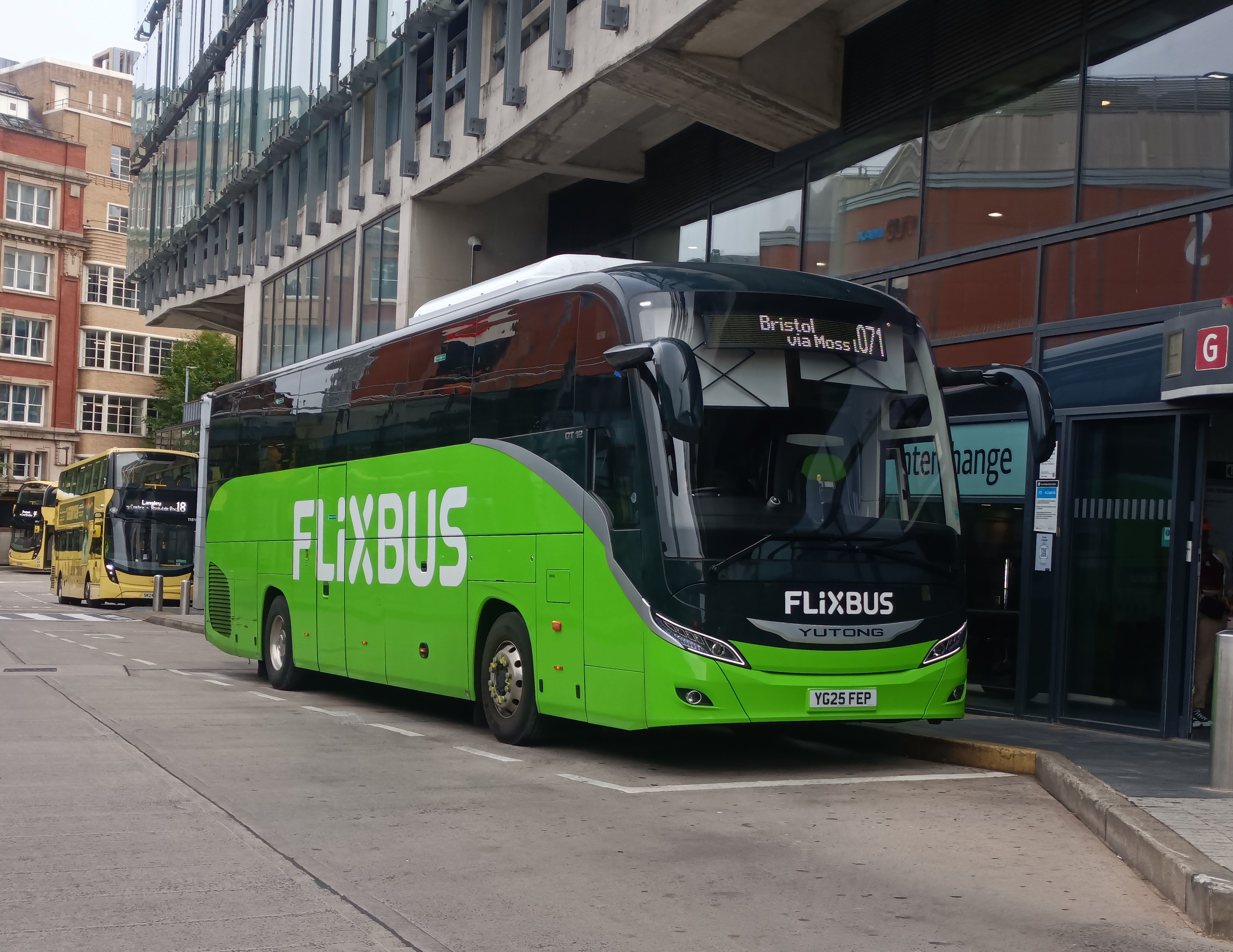
英國的FlixBus長途巴士
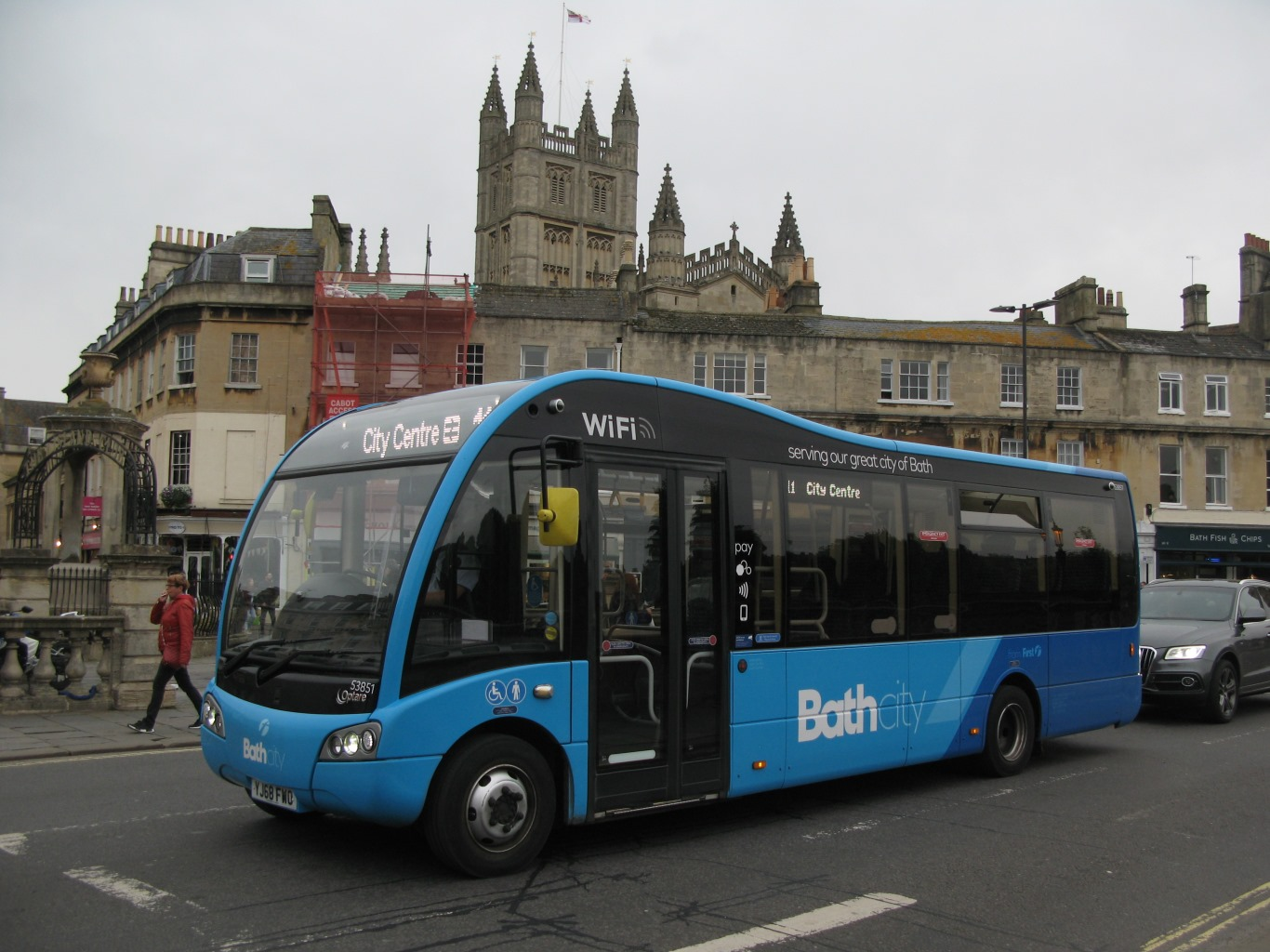
英國巴斯的Optare Solo 小型巴士
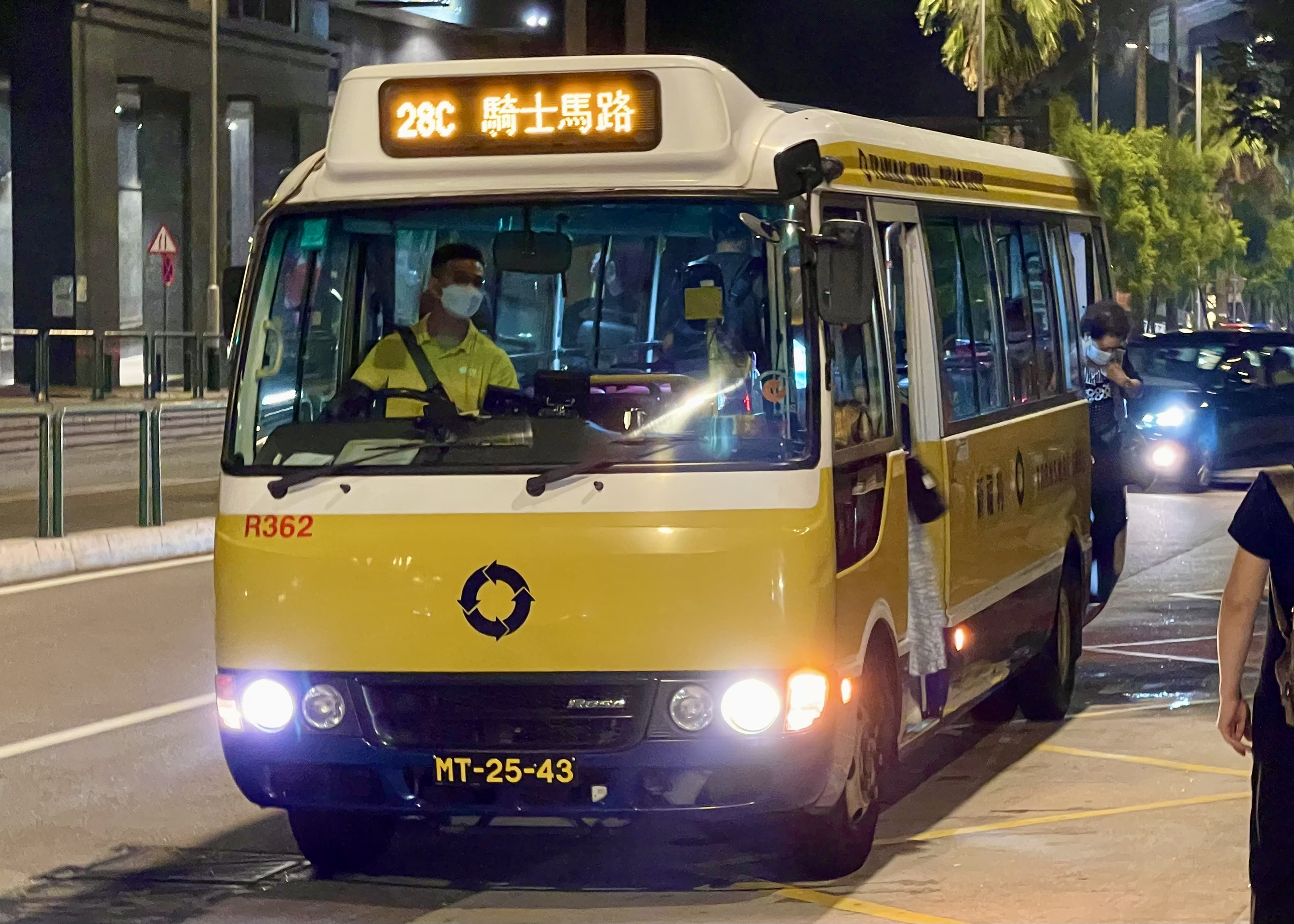
澳門新福利的三菱扶桑Rosa小型巴士
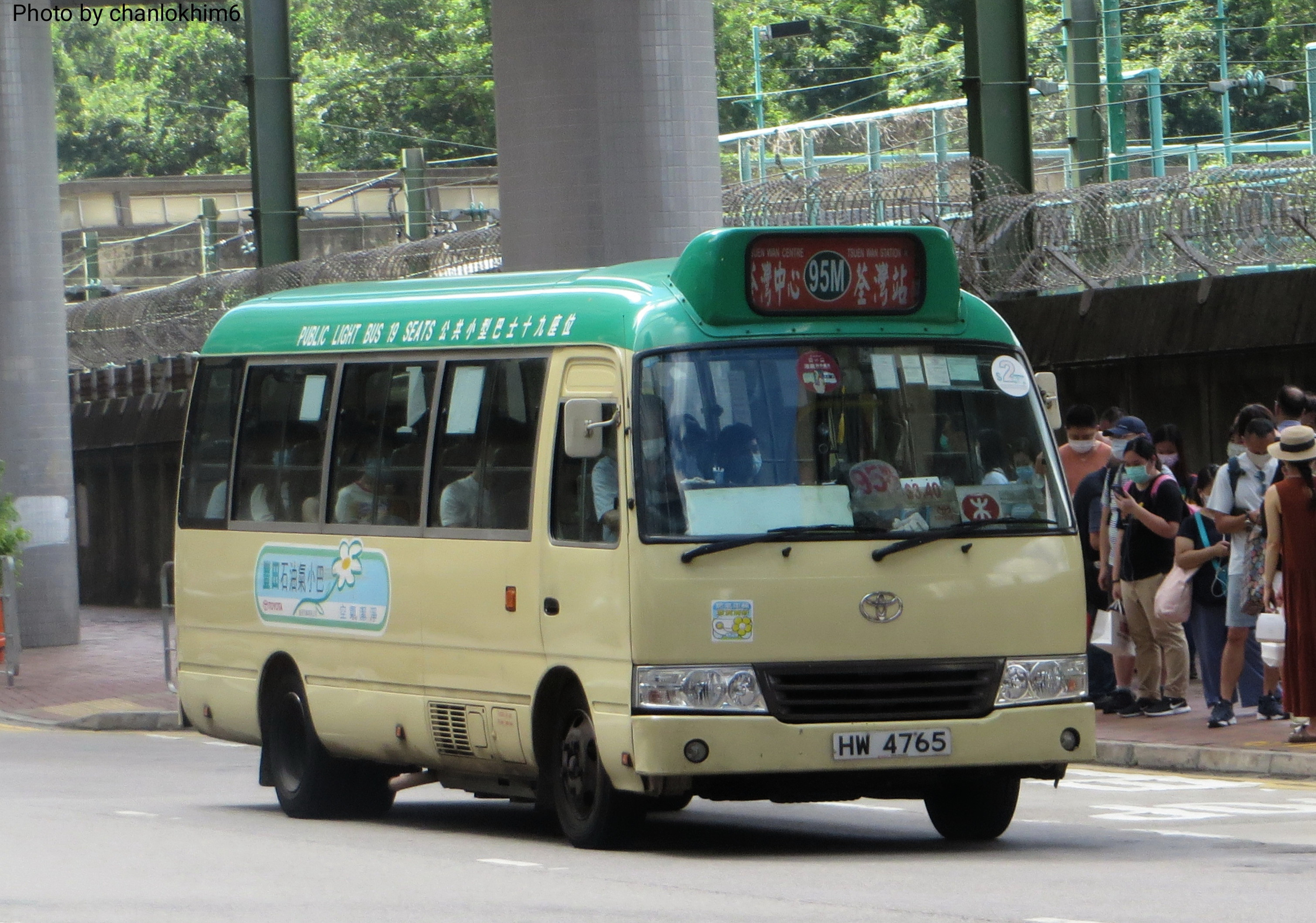
香港的公共小巴
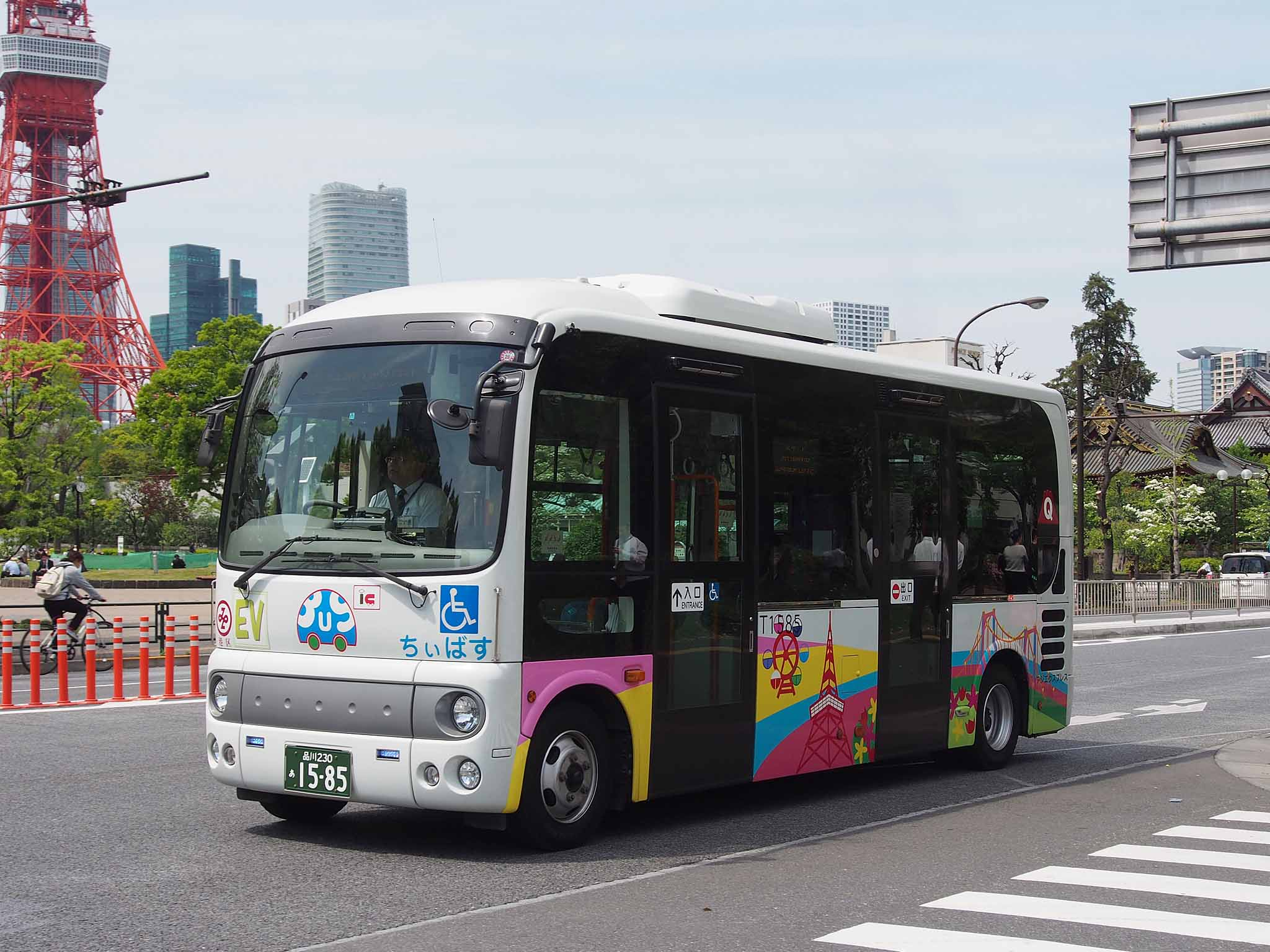
日本東京都的日野Poncho（英语：Hino Poncho） 小型巴士
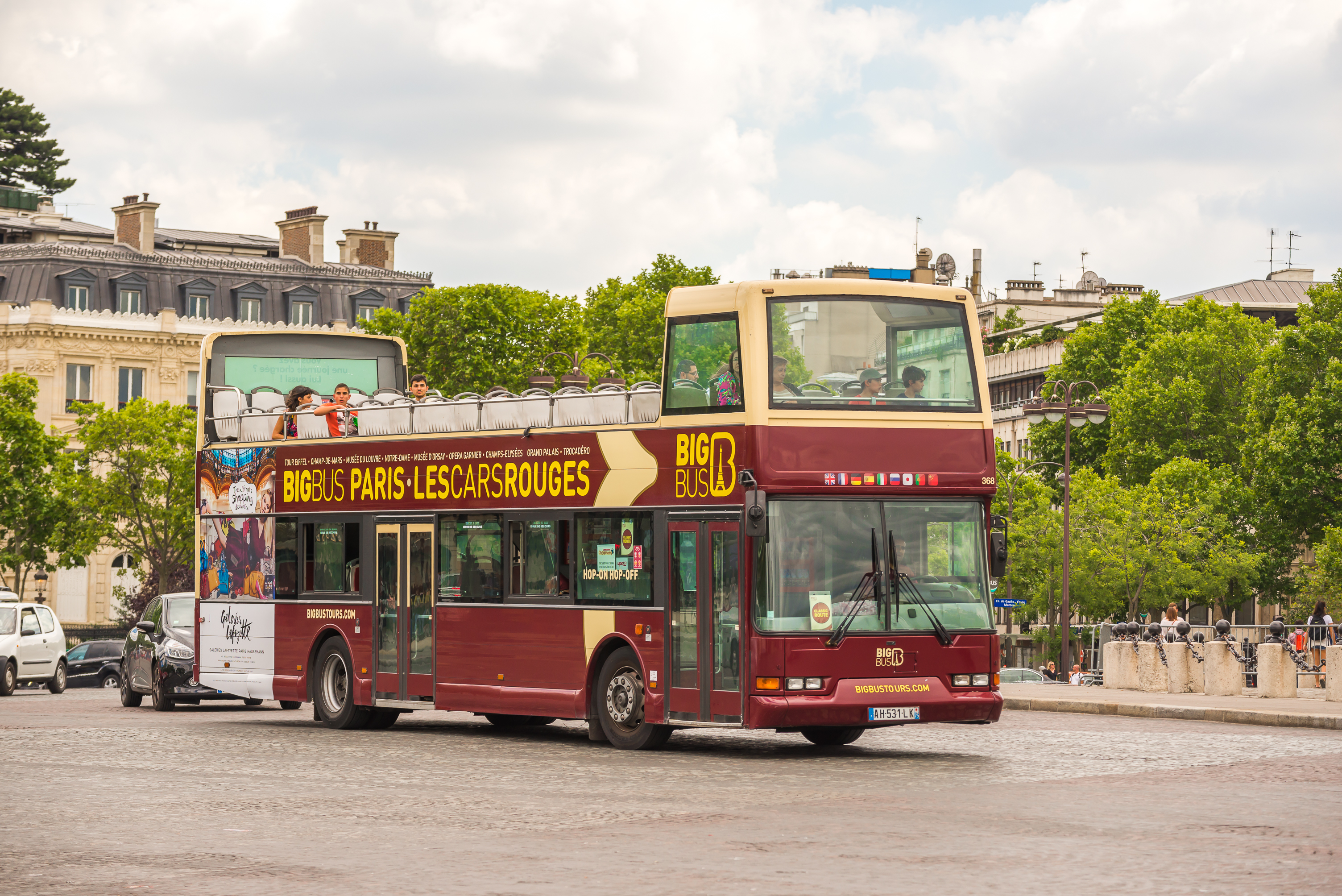
法國巴黎的觀光開篷巴士
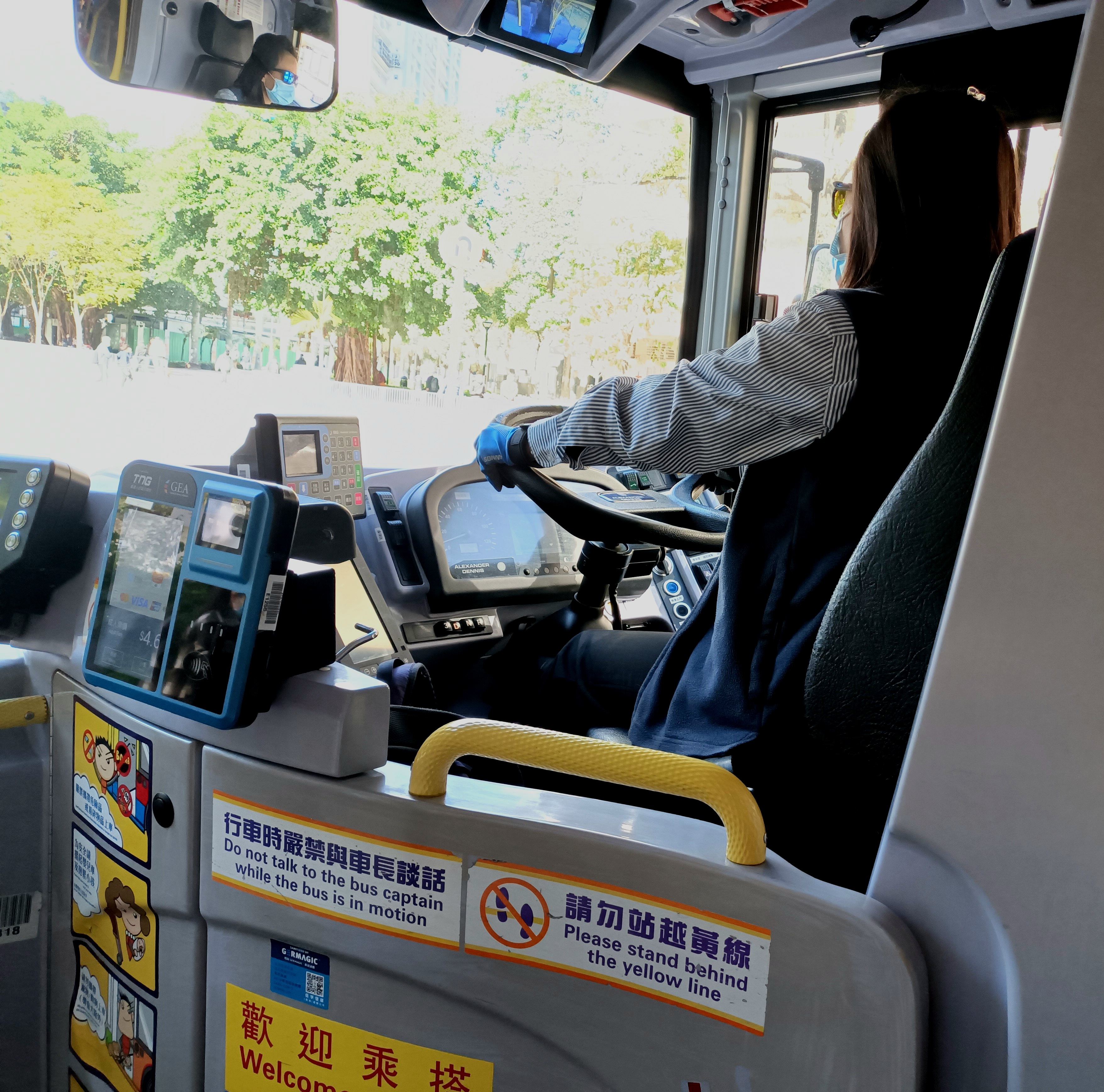
一名巴士司機正駕駛巴士
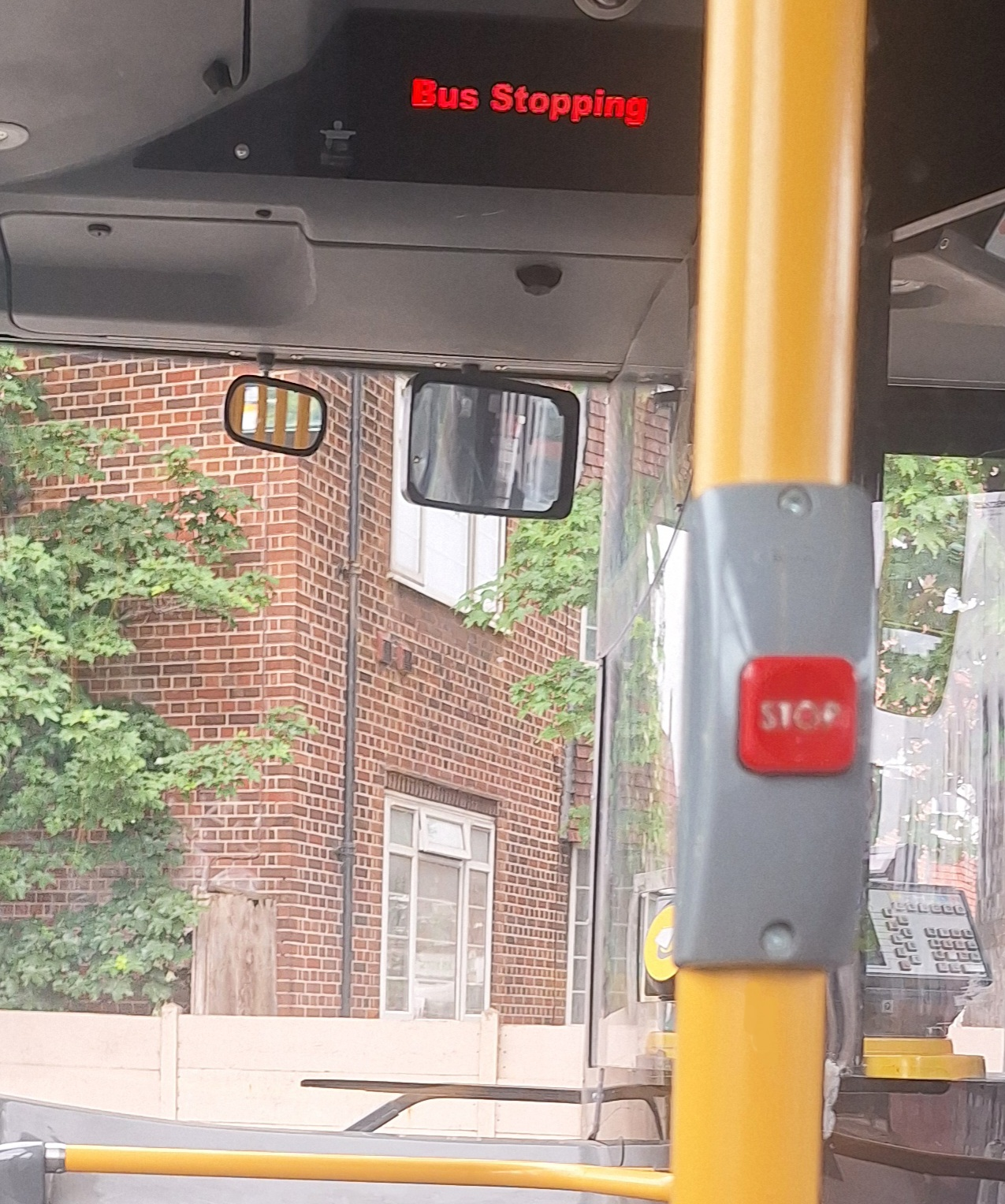
巴士下車鐘掣及指示燈。乘客如需要下車，便需要在抵站前按鐘一次，通知司機
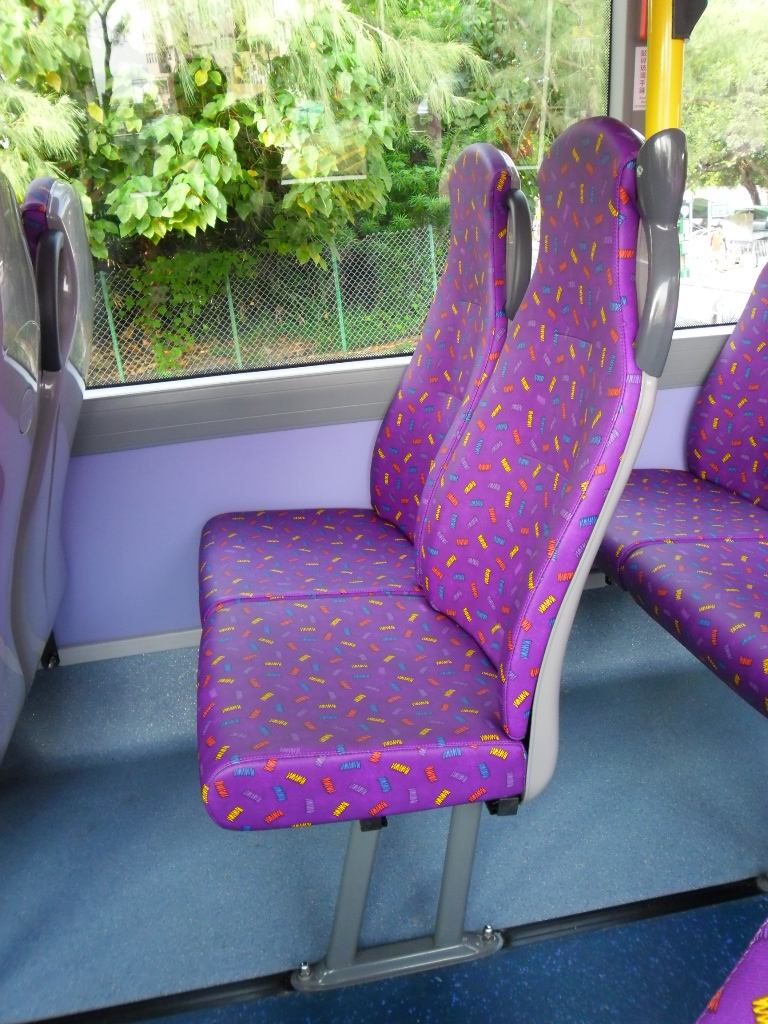
巴士座椅
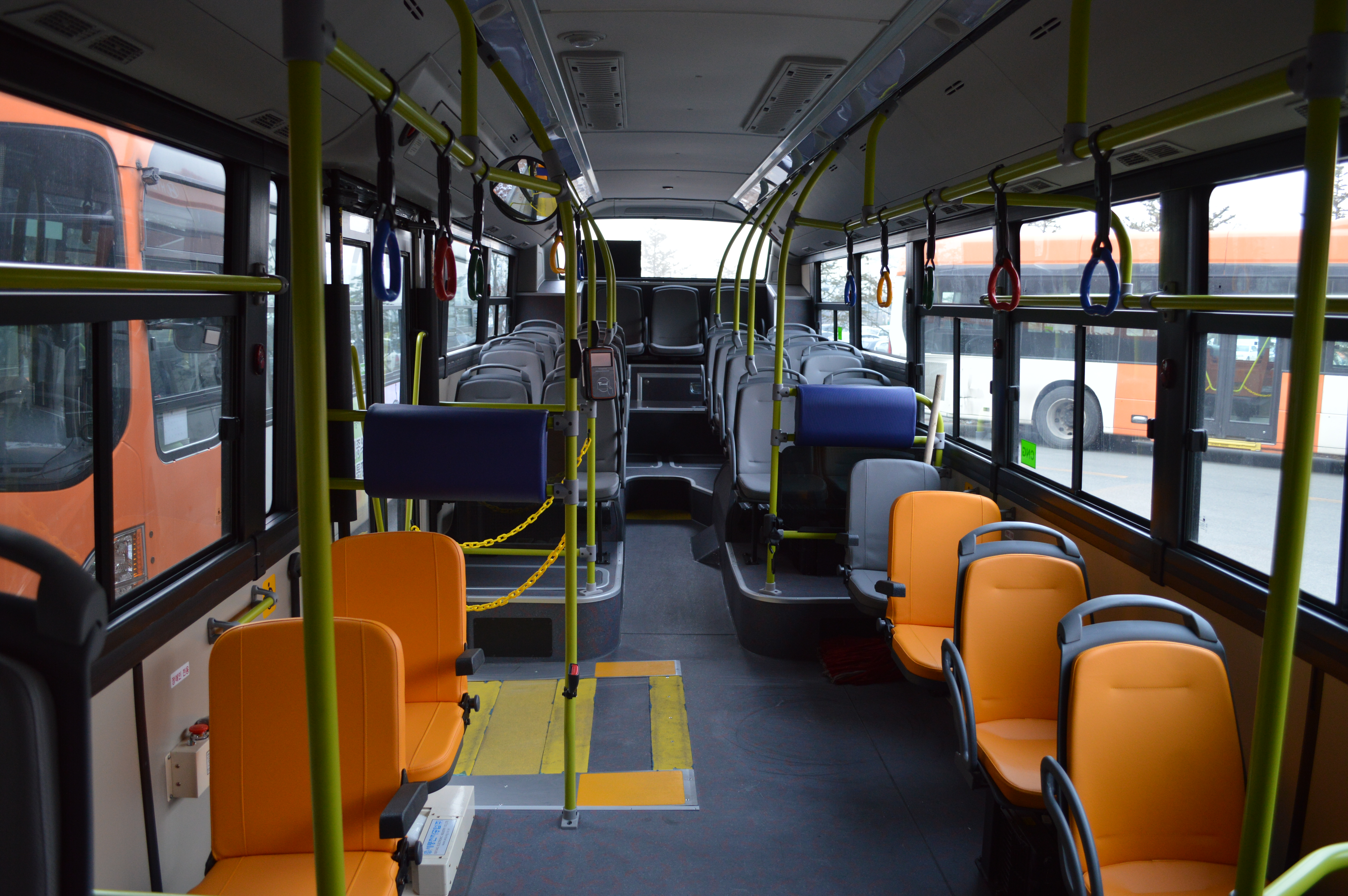
巴士內部
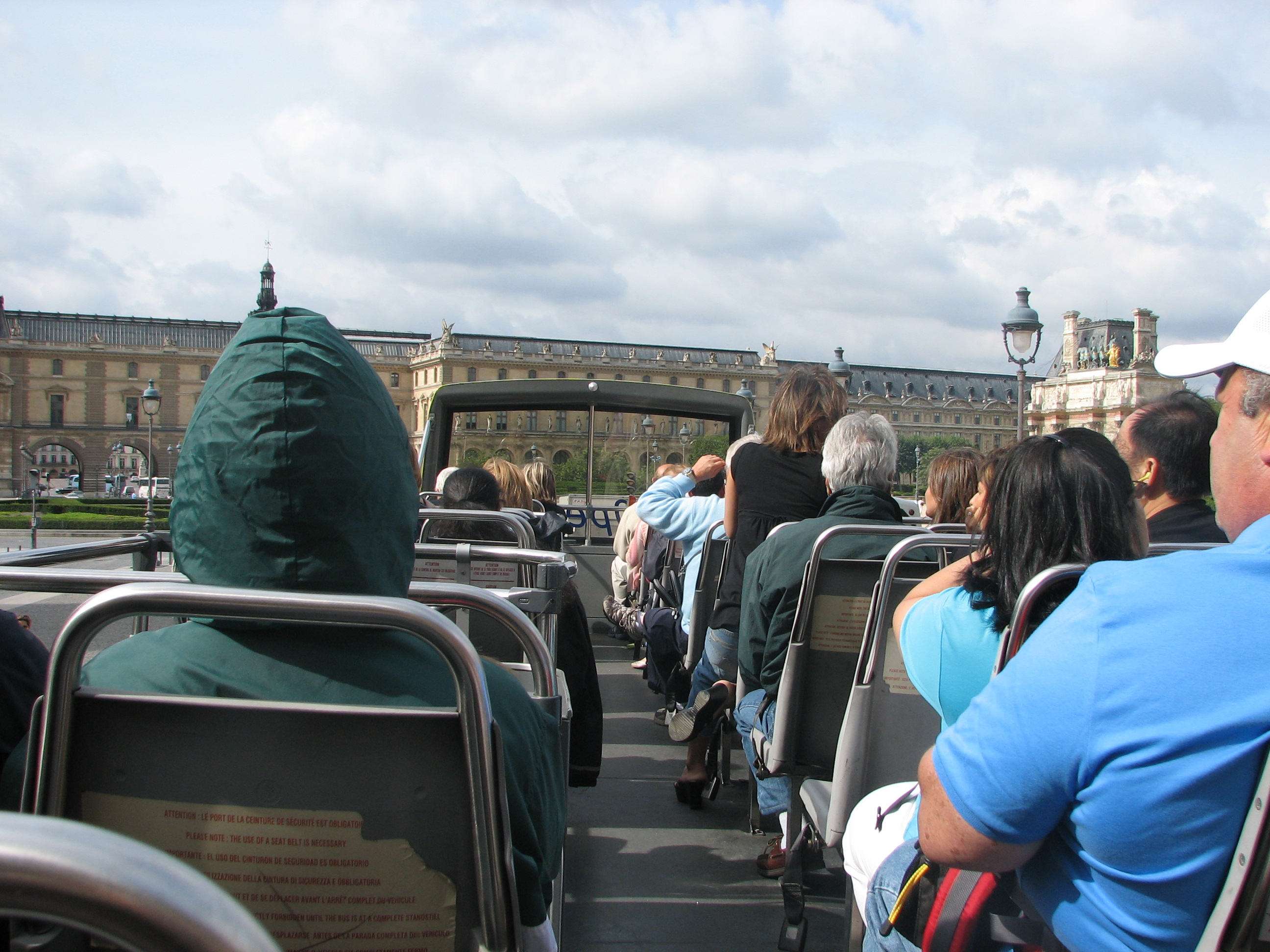
在巴黎行走的開蓬巴士